# Parco nazionale del Grand Teton
Il parco nazionale del Grand Teton (in inglese Grand Teton National Park) si trova nello stato del Wyoming, negli USA.
Si estende su una superficie di 1.254 km² ed è noto per i suoi paesaggi montuosi dominati dal monte Grand Teton, che si eleva fino a 4.199 m d'altitudine. Le sue rocce, vecchie di oltre due miliardi di anni, sono tra le più antiche del pianeta, ma il rilievo attuale è di recente formazione (circa dieci milioni di anni). Grand téton, che in francese significa grande seno, è un toponimo dovuto ai coloni francocanadesi, stabilitisi in quest'area delle Montagne Rocciose per esplorarla per conto della Compagnia del Nord-Ovest.
La presenza umana nel territorio del Grand Teton risale a oltre 10.000 anni fa, quando le popolazioni di cacciatori-raccoglitori paleoamericani migravano nella regione in estate alla ricerca di cibo e rifornimenti. Nel corso dei secoli questi popoli nomadi affinarono le loro tecniche e tecnologie, fino all'arrivo dei primi esploratori europei. I nativi Shoshoni furono scacciati dai nuovi coloni, che iniziarono a stabilirsi nell'area del parco alla fine del XIX secolo.
Il parco fu istituito il 26 febbraio 1929, per proteggere lo stato pristino delle cime maggiori della catena del Teton Range. La valle ai piedi delle cime, Jackson Hole, rimase di proprietà delle popolazioni locali fino agli anni '30, quando alcuni conservazionisti, guidati dal ricco uomo d'affari John Davison Rockefeller jr, iniziarono ad acquistare terreni nonostante la forte opposizione dei locali. Nel 1950 la sua superficie fu estesa, in parte grazie alla donazione delle terre fatta da Rockefeller. Il National Park Service è un'agenzia federale del Dipartimento degli Interni degli Stati Uniti, incaricata della protezione delle sue ricchezze naturali e culturali, che attirano ogni anno oltre due milioni di visitatori. Data la vicinanza al parco nazionale di Yellowstone ed altre aree protette, è inserito nel Greater Yellowstone Ecosystem, immenso territorio dove bisonti, grizzly e numerose altre specie possono vivere in uno degli ultimi grandi ecosistemi intatti del Nordamerica.

## Storia

### I nativi americani

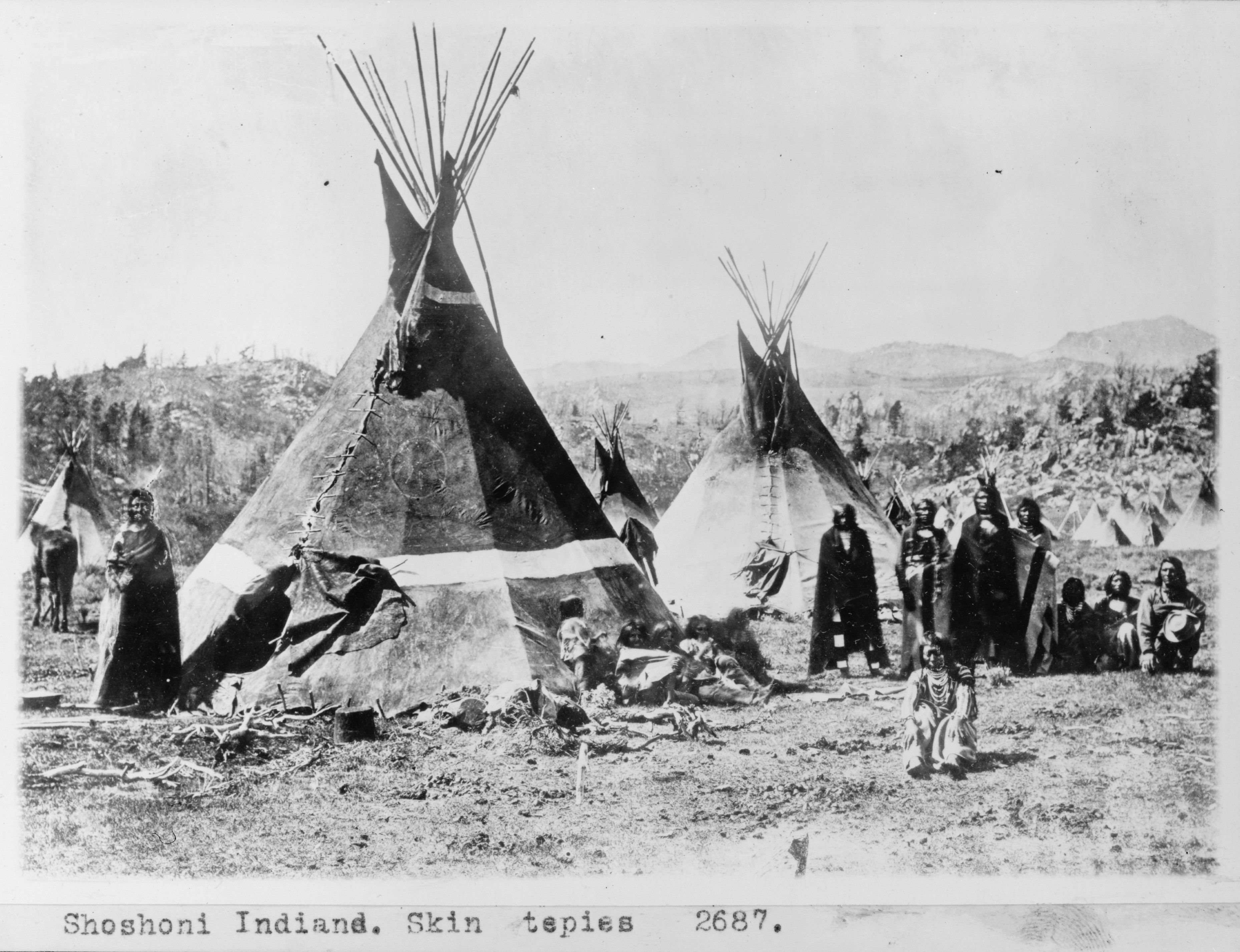
Tepee e tribù di Shoshoni.

La prima presenza umana nella regione si verificò nel cosiddetto «periodo arcaico», 11.000 anni fa, e cessò intorno al 500 d.C. I primi nativi americani della zona furono cacciatori-raccoglitori e pescatori. A seconda della stagione si spostavano, come dimostrano antichi utensili rinvenuti dagli archeologi, a varie altitudini alla ricerca di piante commestibili, frutti e bulbi. Durante l'inverno lasciavano queste terre per dirigersi verso ovest, dove il clima era più mite; le migrazioni erano dettate anche dai grandi movimenti delle mandrie di bisonti.
Per la caccia i nativi utilizzavano delle lance simili a quelle usate dalla cultura Clovis: gli utensili da taglio e le punte di lancia erano costruite con l'ossidiana, una pietra vulcanica che abbondava nel territorio del Teton Range. Nei secoli, il progredire delle abilità manuali andò di pari passo con il crescere della popolazione che riuscì a migliorare gli strumenti della vita quotidiana e a realizzare anche dei tepee trasportabili.
Il lasso di tempo compreso tra il 500 d.C. ed il 1500 è denominato «ultimo periodo preistorico». Si caratterizzò per le importanti innovazioni tecniche rispetto al periodo precedente. L'arco e le frecce sostituirono la lancia e determinarono un importante cambiamento nelle tecniche di caccia e nelle abitudini di vita. In questo periodo apparvero gli oggetti in steatite, adoperati per cucinare e conservare i cibi. La popolazione divenne meno nomade rispetto a prima ma, a differenza di altre popolazioni del sud-ovest degli Stati Uniti come gli Anasazi, non praticò l'agricoltura e per questo non diventò stanziale.

### Gli europei
L'impatto tra le due culture fu notevole: al loro arrivo nel territorio dell'attuale parco nazionale, gli europei descrissero alcuni nativi appartenenti alla tribù degli Shoshoni e che si facevano chiamare Tukudika come "vestiti con pelli di animali e armati con archi finemente decorati, che si nutrivano di bacche, pesci e selvaggina ed organizzati in gruppi familiari nomadi che si muovevano alla ricerca di cibo, aiutati nella caccia da cani domestici".
L'arrivo degli europei, che cercavano metalli preziosi e pellicce e portavano armi da fuoco, modificò considerevolmente il sistema economico e culturale degli abitanti originari della catena montuosa del Teton Range. Tra le altre cose, i nativi cominciarono ad utilizzare il cavallo, introdotto nel continente dai colonizzatori europei nel XVI secolo ma il cui uso sulle montagne Rocciose si diffuse solo a partire dal XVIII secolo.
Tali cambiamenti non intaccarono immediatamente la capacità di sussistenza degli indiani, che si erano perfettamente adattati al territorio nel corso dei secoli; all'inizio del XIX secolo il Teton Range e il Jackson Hole ospitavano ancora circa 20.000 shoshoni divisi in tribù da cento - duecento persone, che in estate si scomponevano in nuclei familiari composti da 10 a 30 persone, detti "bande", per poi riunirsi nuovamente in gruppi più numerosi in autunno in occasione della stagione della caccia ai bisonti, al fine di preparare le scorte alimentari per l'inverno.

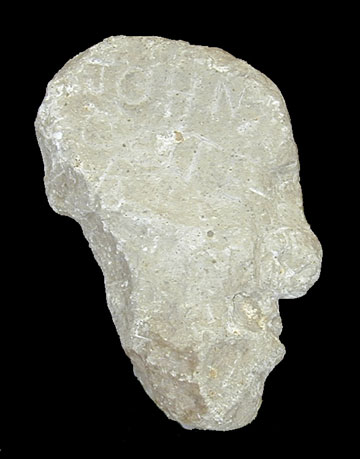
La pietra di John Colter.

Gli storici pensano che il primo uomo bianco ad essere giunto nella regione fosse il trapper John Colter. Sarebbe arrivato nella valle nel 1807-1808, ma non esistono prove certe. Una pietra lavica con l'incisione «Colter – 1808» fu scoperta da un abitante della zona nel 1931, ma gli studiosi non sono sicuri che l'incisione risalga realmente a quell'epoca.
I ricercatori sono certi invece che i componenti della spedizione Astor passarono nella regione del parco tra il 1811 ed il 1812. Lo scopo di questa spedizione era quello di trovare un modo per raggiungere la sorgente del fiume Columbia partendo dalla città di Saint Louis, ma anche di sviluppare il commercio delle pellicce nel nord-ovest. Nello stesso periodo alcuni viaggiatori franco-canadesi che lavoravano per la Compagnia del Nord-Ovest soprannominarono le montagne della zona Trois Tétons (in francese i tre seni), per via della loro forma. Il commercio delle pellicce raggiunse il culmine nel decennio compreso tra il 1830 ed il 1840. Poi gli animali da pelliccia cominciarono a diventare rari a causa della caccia eccessiva e gli acquirenti europei diminuirono, data la graduale uscita di moda della pelliccia, soppiantata dalla seta.
In seguito gli Stati Uniti iniziarono ad estendere il loro territorio sempre più ad ovest, alla ricerca di potenziali ricchezze custodite nelle poco conosciute terre occidentali. Le numerose spedizioni che il governò continuò a commissionare fino alla fine del XIX secolo permisero di cartografare e studiare queste regioni. Dopo la corsa all'oro in California del 1850, numerosi cercatori si spostarono nelle Montagne Rocciose alla ricerca di nuovi giacimenti auriferi. Negli anni sessanta del 1800 la zona del Teton Range fu esplorata meticolosamente, ma i risultati delle ricerche furono deludenti, il che permise al territorio del Grand Teton di preservare le proprie ricchezze ambientale e naturalistiche.
In seguito all'Homestead Act del 1862 ogni cittadino di età superiore ai 21 anni ottenne un forte incentivo a trasferirsi nelle nuove terre di frontiera: si otteneva la proprietà di un appezzamento di 160 acri (circa 65 ettari) a patto di abitarvi e coltivarlo per almeno cinque anni. I terreni venivano concessi per 15 dollari. I primi coloni si trasferirono tra i monti dei Trois Tétons nel 1880. Nel 1888 la valle di Jackson Hole era poco popolata (venti uomini, due donne ed un bambino) per via del clima più rigido rispetto a quello delle altre regioni. Gli abitanti erano principalmente allevatori di bestiame dediti alla raccolta del foraggio in estate per alimentare i greggi in inverno. La dimensione delle mandrie era però limitata, poiché la quantità di fieno necessaria per la sopravvivenza delle bestie durante i lunghi inverni era enorme.
All'inizio del XX secolo fu nel turismo che si trovò una nuova possibilità di sviluppo economico: la regione selvaggia diventò infatti apprezzata per la caccia e la pesca e gli abitanti si offrirono come guide per i turisti.
Nei decenni successivi all'annessione delle terre da parte dei coloni diminuì la presenza dei nativi, sia dal punto di vista demografico che politico e culturale: infatti, come conseguenza dei nuovi insediamenti e dell'Homestead Act gli Shoshoni videro ridursi il territorio a loro concesso e su cui potersi spostare, mentre la loro cultura cambiava sotto l'impatto delle influenze esterne, simbolicamente sancita dalla creazione delle riserve tra le quali la Wind River Indian Reservation, stabilita nel 1868.

### La creazione del parco
Mentre nel 1872 Yellowstone venne dichiarato il primo parco nazionale al mondo senza che ci fossero particolari opposizioni da parte delle popolazioni locali, l'élite degli abitanti del Teton Range per diversi decenni si oppose alla creazione di un ipotetico parco nazionale del Grand Teton.
Dal 1897 il direttore di Yellowstone propose di ampliare il parco verso sud per inglobare nell'area protetta la parte settentrionale della valle di Jackson Hole, al fine di proteggere la popolazione di wapiti. Nel 1898 il responsabile dell'United States Geological Survey propose anch'egli di estendere il parco di Yellowstone al massiccio del Teton Range. Le loro richieste furono accettate dal Congresso degli Stati Uniti d'America e nel 1917 il National Park Service, nato un anno prima, stilò un rapporto che indicava come prioritaria l'estensione del parco. Tuttavia, i senatori locali si opposero al progetto per tutelare alcuni interessi locali: una parte della zona era infatti utilizzata dagli allevatori di pecore, e a loro volta i dipendenti del servizio forestale locale avevano timore di perdere i loro benefici dato che, contrariamente a quanto era permesso in una "foresta nazionale", nel parco nazionale sarebbe stato vietato sfruttare le risorse forestali.

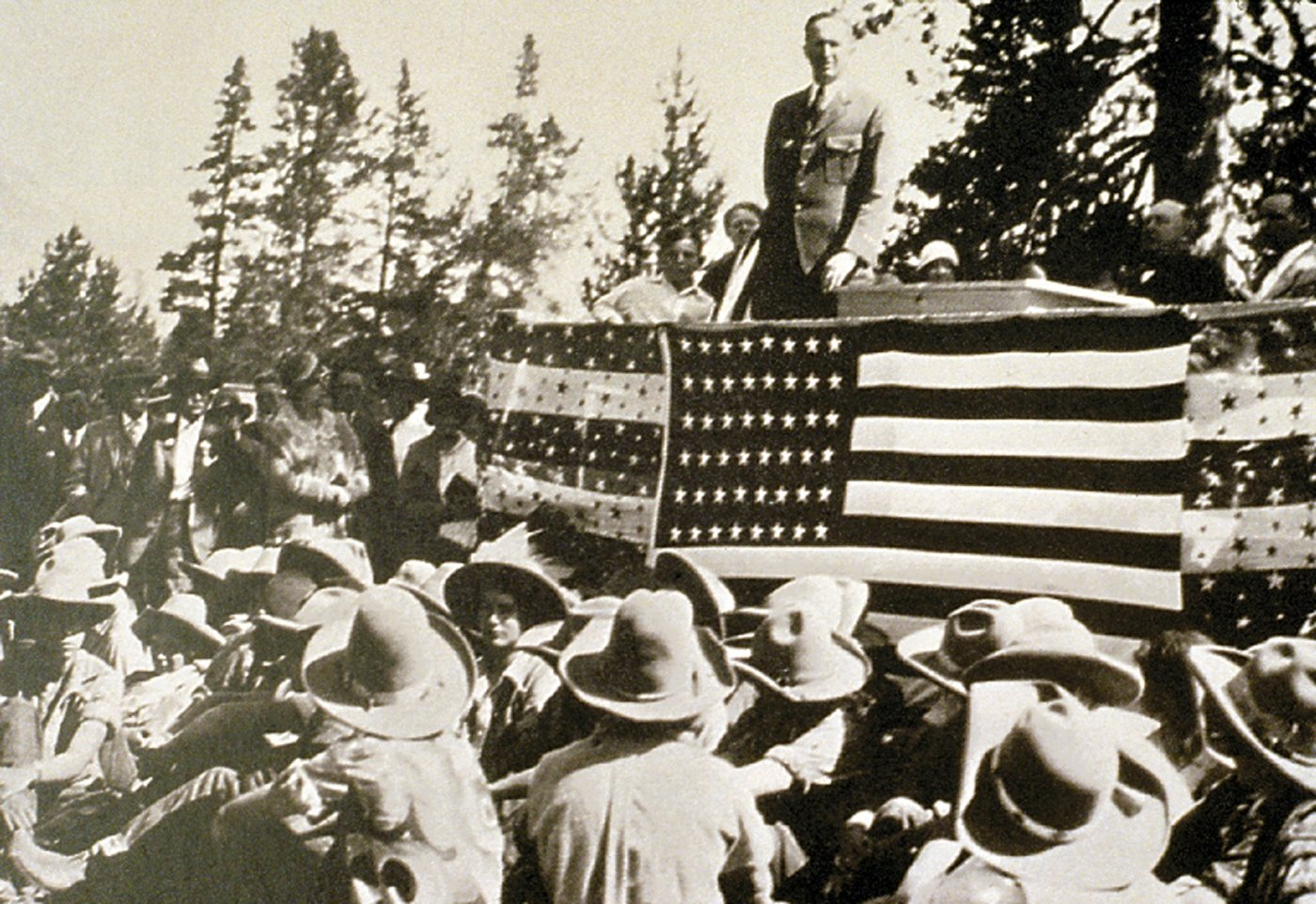
Cerimonia di apertura del parco nel 1929.

I promotori del parco riuscirono comunque a convincere una parte della popolazione locale dei vantaggi connessi a tale progetto e grazie a questo primo successo il 26 febbraio 1929 il presidente statunitense Calvin Coolidge firmò la legge di istituzione del parco del Grand Teton su una superficie di 388,5 km², ad inglobare in esso il massiccio del Teton Range e sei laghi della regione. Il desiderio di estendere il parco anche alla valle di Jackson Hole non si arrestò: i sostenitori del progetto decisero di acquistare le terre private una per una, con l'intenzione di annetterle successivamente al parco esistente con una donazione e un trasferimento d'uso. In particolare, John Davison Rockefeller jr, un ricco uomo d'affari, cominciò ad impegnarsi nel progetto acquistando 141,6 km² di terre per una somma di circa 1,4 milioni di dollari. Molti abitanti locali non apprezzarono tale metodo di scavalcamento della volontà popolare tramite l'acquisto delle terre, ma i problemi economici degli anni venti obbligarono i singoli proprietari a cedere vendendo le proprie terre.
Nel 1934, un senatore locale chiese di aggiungere le terre da lui acquistate al perimetro dell'area protetta, ma la richiesta fu rigettata; ciò nonostante il 15 marzo 1943 il presidente Franklin Delano Roosevelt usò la propria autorità presidenziale per creare il "monumento nazionale" di Jackson Hole (894,4 km²), soprattutto per la pressione politica esercitata da Rockefeller, il quale minacciava di rivendere le proprie terre nel caso in cui il governo non avesse accettato la sua donazione allo scopo di istituire un parco nazionale. A questo colpo di mano la popolazione locale protestò energicamente, adducendo la motivazione che la creazione del monumento nazionale avrebbe distrutto l'economia di Jackson Hole, fino al punto che un parlamentare locale del Congresso inoltrò domanda di soppressione del monumento nazionale, domanda che fu formalmente accettata dal Senato e dalla Camera dei rappresentanti ma di fatto stralciata per via del veto presidenziale. Subito dopo la fine della seconda guerra mondiale, con l'instaurarsi di una mentalità diversa e soprattutto grazie alla congiuntura economica favorevole, gli oppositori al progetto del parco si fecero meno numerosi: l'arrivo dei primi turisti in visita nell'area del parco ad apprezzare le bellezze del Teton Range fu fonte di nuovi introiti per tutti e di minor diffidenza. Il 14 settembre 1950, quando ogni opposizione cessò, il presidente Harry S. Truman diede il suo benestare affinché i territori tutelati come "monumento nazionale" venissero integrati a quelli del parco nazionale.
Nel 1972 il parco nazionale del Grand Teton venne collegato al parco nazionale di Yellowstone attraverso il John D. Rockefeller, Jr. Memorial Parkway, un corridoio biologico tra i due parchi nazionali così denominato in onore del magnanimo donatore, a costituire un ambiente naturale continuo.

## Territorio
Il parco è situato a nord-ovest dello Stato del Wyoming, in una regione montuosa dominata dal massiccio del Teton Range facente parte delle montagne Rocciose. Si trova ad una dozzina di chilometri a sud dell'immenso parco nazionale di Yellowstone. Tra le due aree protette si trova il John D. Rockefeller, Jr. Memorial Parkway, un parco istituito per formare un ecosistema continuo tra i due parchi principali.
Il parco del Grand Teton è delimitato ad ovest dalla foresta nazionale di Caribou-Targhee e ad est da quella di Bridger-Teton. Ad una distanza di oltre 400 km a sud si trova la città di Salt Lake City ed a 150 km ad ovest la città di Idaho Falls. La piccola cittadina di Jackson si trova presso l'ingresso meridionale del parco.

### Geologia

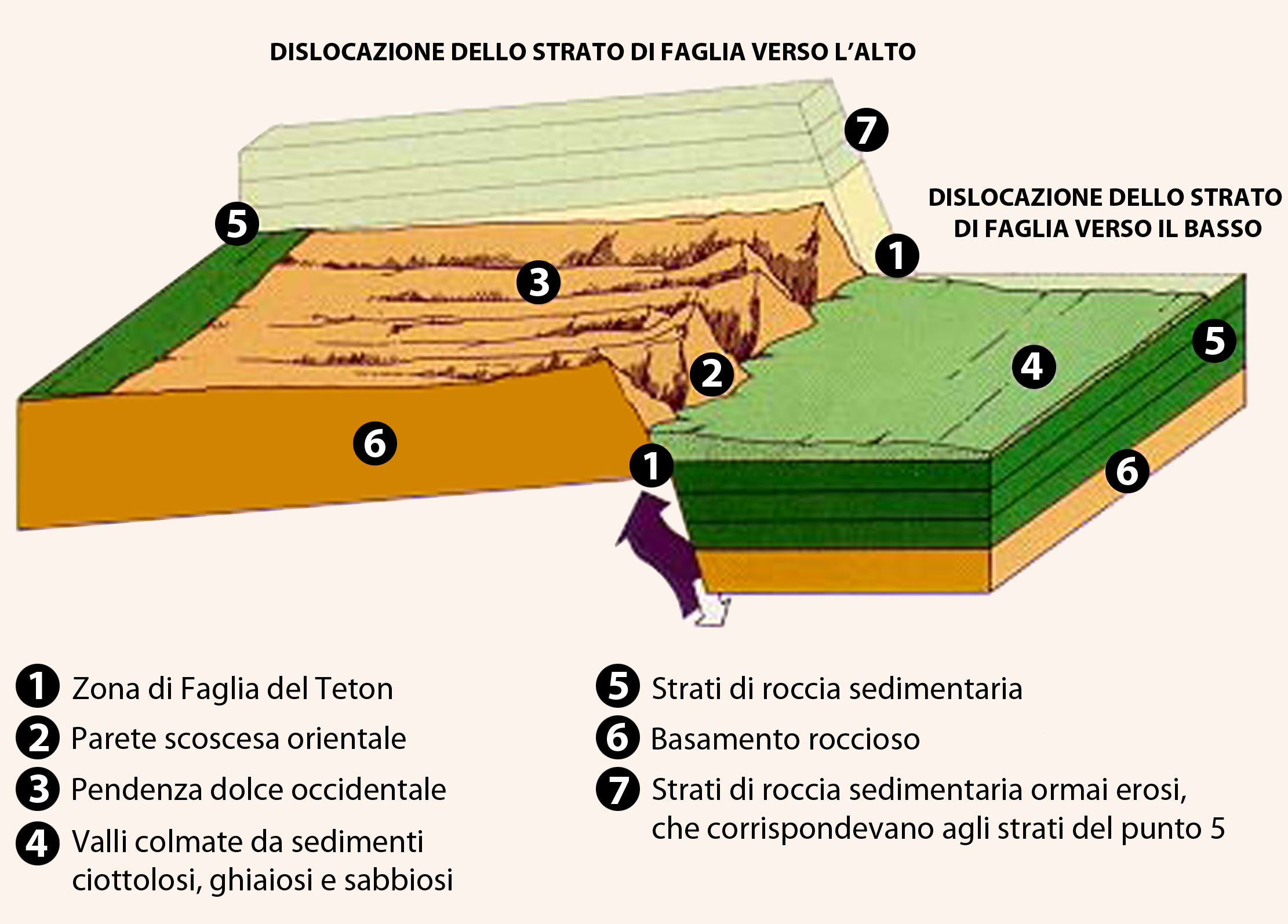
Diagramma schematico della faglia del Teton e orogenesi del Teton Range.

Le rocce delle montagne, di età compresa tra i 2,5 ed i 2,7 miliardi di anni, sono costituite da granito e da gneiss. Lo gneiss del parco è un miscuglio di sabbie e di ceneri vulcaniche accumulatesi sul fondo di un antico oceano prima di trasformarsi in roccia sotto l'effetto della pressione e della temperatura del sottosuolo. Il granito, una roccia magmatica più resistente, si formò invece in seguito al raffreddamento della lava avvenuto in profondità.
Per un periodo di circa 500 milioni di anni i depositi sedimentari si sovrapposero sul fondale del mare interno, ricoprendo gli antichi strati di rocce vulcaniche. In queste rocce sedimentarie si trovano spesso fossili di animali marini, conchiglie, alghe e trilobiti. In seguito, circa 70 milioni di anni fa, il mare si ritirò e le placche tettoniche si scontrarono ad ovest del continente nordamericano, dando inizio alla formazione delle montagne Rocciose. Questo processo è denominato orogenesi Laramide.
Il massiccio del Teton Range si formò tra i 10 ed i 13 milioni di anni fa. La comparsa del massiccio si dovette alla formazione di punti caldi a nord della regione. Questi punti caldi, che perforarono e deformarono la crosta terrestre creando una faglia, sono localizzati a nord-ovest del parco e nella regione di Yellowstone, dove esistono ancora oggi numerosi geyser. Il lato occidentale della faglia si sollevò per formare il massiccio del Grand Teton mentre il lato orientale sprofondò, formando la valle di Jackson Hole. L'orogenesi riportò in superficie le antiche rocce granitiche. In quel periodo la regione subì numerosi terremoti violenti, fino a una magnitudine 7,5 della scala Richter. Due milioni di anni fa il clima terrestre si raffreddò, creando le condizioni per la formazione di enormi ghiacciai che coprirono tra gli altri l'altopiano di Yellowstone erodendo la valle di Jackson Hole. I piccoli ghiacciai delle montagne del massiccio del Grand Teton si unirono al grande ghiacciaio vallivo determinando la formazione di depositi morenali.

### Geografia

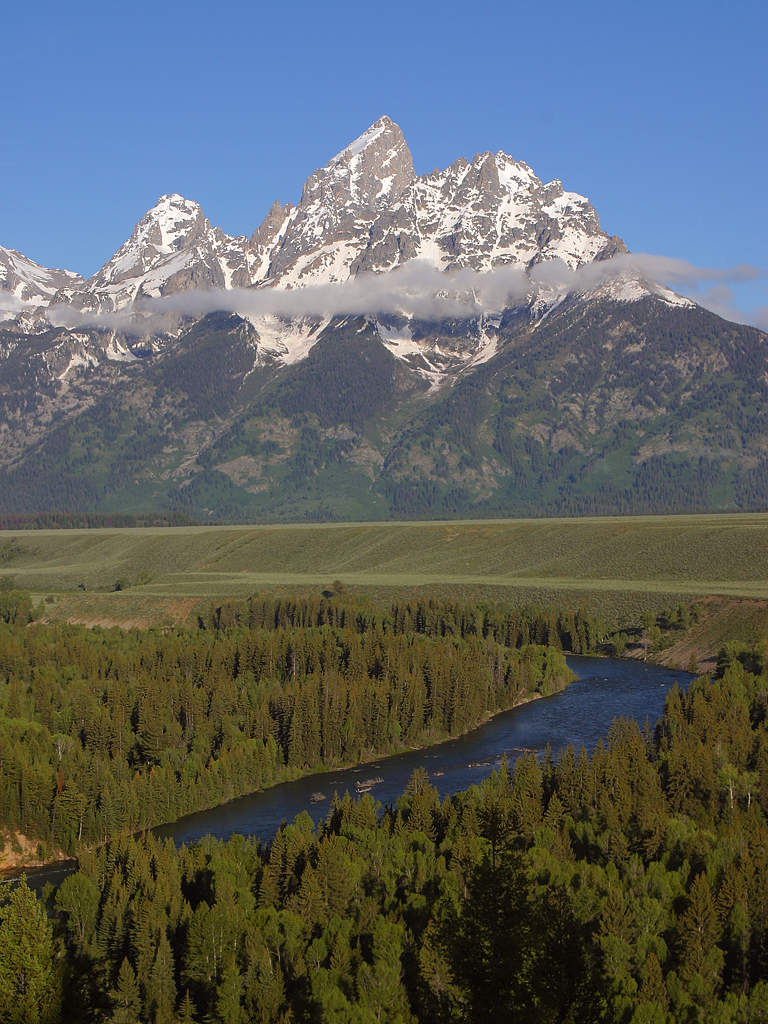
Il fiume Snake serpeggia in prossimità del Teton Range.

#### Rilievi
La topografia del parco è essenzialmente caratterizzata dai massicci montuosi del Teton Range. Con una lunghezza di circa 65 km ed una larghezza compresa tra i 10 ed i 15 km, il massiccio ricopre tutta la parte occidentale e la parte orientale, includendo la valle di Jackson Hole, entro la quale scorre il fiume Snake. La vetta più elevata del parco, il Grand Teton, posta ad una quota di 4.197 m s.l.m., si trova a oltre 2.000 metri più in alto del sottostante corso d'acqua. Il monte Owen, con un'altitudine di 3.940 metri, è la seconda cima più elevata ed un'altra dozzina di montagne oltrepassano i 3.600 metri. La valle di Jackson Hole, che si sviluppa a circa 2.000 m s.l.m., si estende per 89 km in direzione nord-sud, con una larghezza media di 21 km. La valle è delimitata ad est dal massiccio del Gros Ventre Range, che culmina ad una quota di 3.572 m s.l.m., e dalla foresta nazionale di Bridger-Teton.
La maggior parte dei laghi sono di origine glaciale e si sono formati diverse migliaia di anni fa. Il lago Jackson, il più grande del parco, è stato ampliato grazie alla costruzione di una diga che ha esteso la superficie occupata precedentemente da un lago più piccolo. Ogni anno le montagne sono ricoperte da una coltre di neve che può raggiungere ogni anno anche uno spessore di quattro metri e mezzo, favorendo la formazione di ghiacciai. Quelli principali sono lo Schoolroom, il Teton, il Middle Teton e lo Skillet. In alcuni casi il ghiaccio può raggiungere un chilometro di spessore.

#### Idrografia

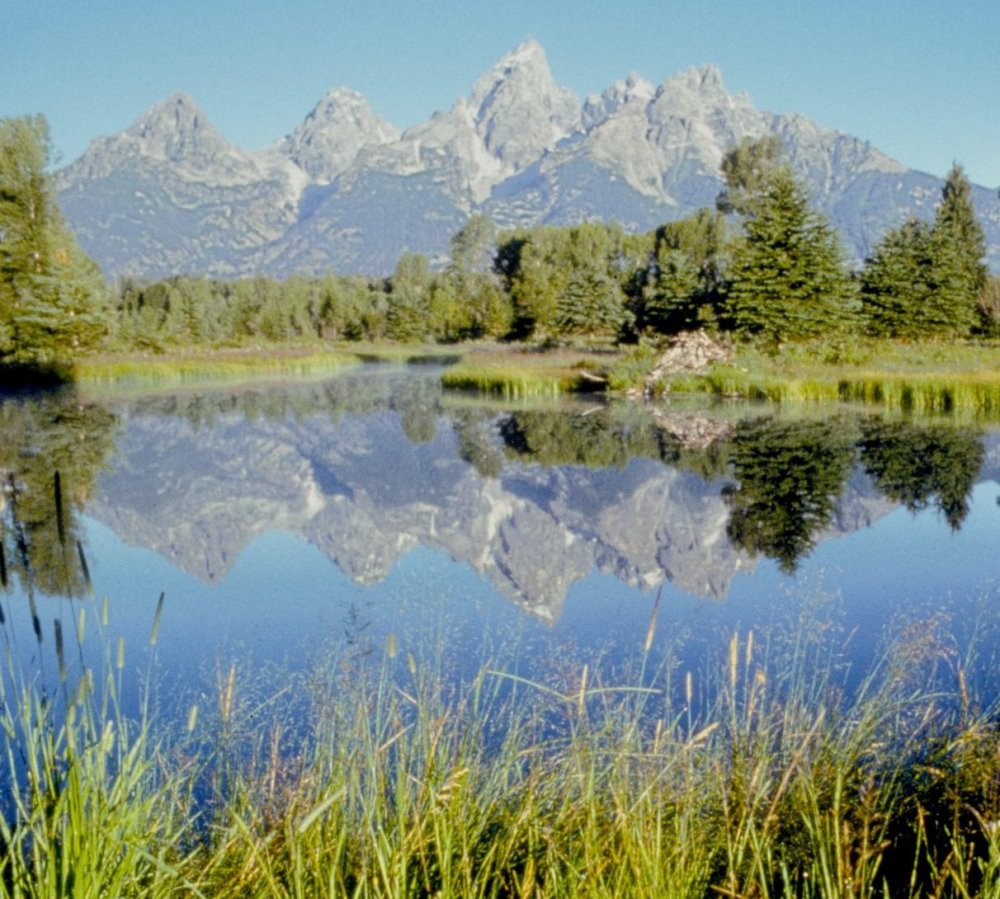
Il Teton Range.

Il parco è situato ad ovest dello spartiacque continentale delle Americhe, la linea spartiacque che separa il bacino idrografico dei corsi d'acqua che si riversano nell'oceano Pacifico da quelli che si gettano nell'oceano Atlantico. Il fiume Snake, il più lungo del parco, ha la sua sorgente a nord, nel parco di Yellowstone. È anche il maggiore affluente del fiume Columbia, che sfocia nell'oceano Pacifico. Deve il suo nome, letteralmente Fiume Serpente, all'andamento sinuoso per una lunghezza di 1.673 km. Il fiume entra nei confini dell'area protetta a livello del lago Jackson, prima di incanalarsi nella valle di Jackson Hole, ad est del massiccio del Grand Teton.
Il lago Jackson occupa una superficie di 103,4 km², con una profondità massima di 134 metri. Gli altri importanti laghi del parco sono il Jenny, il Leigh ed l'Emma Matilda. Situato a nord-est del parco, il lago Two Ocean, letteralmente "lago dei due oceani", deve il suo nome ad un'antica credenza secondo cui il Continental Divide passi proprio nel mezzo del lago. I geografi hanno provato che si tratta di un errore ma il nome è comunque rimasto.

#### Glaciazioni
Le cime principali del massiccio del Teton Range vennero modellate nelle forme attuali da ghiacciai scomparsi ormai da tempo.
A partire da 250.000-150.000 anni fa, queste montagne attraversarono diversi periodi di glaciazione durante i quali alcune aree del Jackson Hole furono coperte da uno strato di ghiaccio il cui spessore raggiunse i 600 metri circa. Questo periodo di intensa glaciazione non era correlato all'orogenesi delle cime, piuttosto era la manifestazione locale di quel periodo di raffreddamento globale conosciuto come "era glaciale".

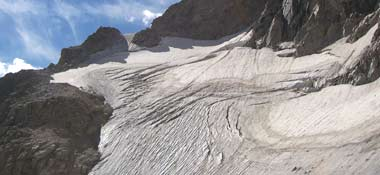
Il ghiacciaio del Middle Teton sulle pendici nord-orientali dell'omonimo monte presenta numerosi crepacci.

Alla glaciazione di Buffalo seguì la glaciazione di Bull Lake, nel quaternario, quindi la glaciazione di Pinedale terminata all'incirca 15.000 anni fa: queste glaciazioni influenzarono in maniera significativa le attività dei ghiacciai del territorio che successivamente divenne parte dell'area protetta, in misura maggiore che in altre aree degli Stati Uniti. Ad esempio, durante la glaciazione di Pinedale il paesaggio ancora oggi visibile nel parco è stato creato da ghiacciai che discendevano dal Yellowstone Plateau che scorrevano verso sud a formare il lago Jackson, mentre i piccoli ghiacciai che scendevano dalle cime del Teton Range spinsero le rocce moreniche fuori dal canyon, lasciando alla base delle montagne dei laghetti. Se sulle cime furono modellati picchi piramidali e arêti, nei canyon le valli glaciali dalla tipica forma di U presero il posto delle valli fluviali dalla forma a V.
Approssimativamente, oggi esistono nel parco circa dodici ghiacciai, ma non sono antichi come quelli che si riformarono durante la piccola era glaciale tra l'inizio del XIV e la metà del XIX secolo.
Tra questi ghiacciai più recenti, ricordiamo lo Schoolroom Glacier, che si trova ad ovest della corona delle vette più alte del Teton Range detta Cathedral Group e nei pressi dell'Hurricane Pass: capace di definire in poco spazio le morene laterali e di fondo, un piccolo lago proglaciale e altre specifiche tipiche dei ghiacciai.
Il ghiacciaio più grande del parco è il ghiacciaio del Teton, che misura 1100 m di lunghezza e 340 m di larghezza e si trova sulla parete nord del Grand Teton, riparato dalle cime principali del Teton Range; una ricerca conclusasi nel 2005 ha rivelato che rischia di scomparire nell'arco di 30 - 75 anni.

### Clima

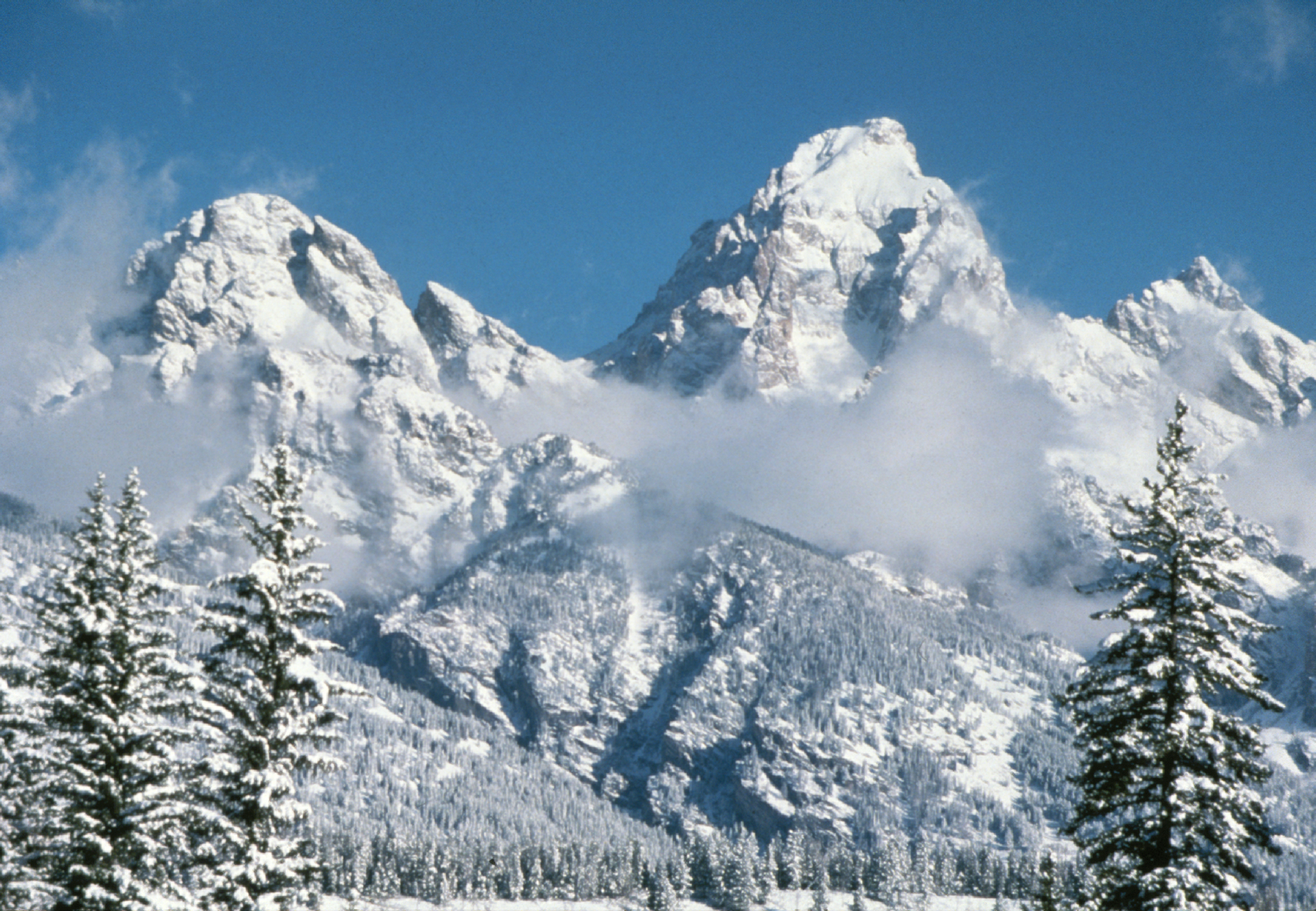
Inverno rigoroso sulle alte quote.

Il polline fossile risalente al periodo dei primi nativi americani, ossia a circa 10.000 anni fa, ci indica che il clima dell'area del parco era all'epoca più freddo rispetto al clima del XXI secolo, che i ghiacciai si trovavano a quote più basse e che la flora dominante era di tipo alpino.
Oggi il parco nazionale, con altitudini comprese tra i 2.000 ed i 4.000 metri, ha comunque un clima di tipo alpino o di tipo H secondo la classificazione dei climi di Köppen.
Il livello più basso delle precipitazioni si registra nei mesi estivi. Nell'arco dell'anno si contano mediamente tra i 600 ed i 700 mm di pioggia, una quantità relativamente bassa per montagne così elevate come quelle del Teton Range: questo fenomeno è dovuto alla lontananza del parco dagli oceani.
Negli ultimi decenni, nelle valli si sono registrate sporadiche precipitazioni nevose nel periodo compreso tra i mesi di settembre e giugno, anche se le nevicate si concentrano maggiormente nei mesi compresi tra novembre e marzo. Nelle valli la quantità di neve caduta può raggiungere spessori fino ai quattro metri e mezzo, mentre a quote più elevate si possono raggiungere quantità maggiori.
| Grand Teton National Park | Mesi   | Mesi       | Mesi   | Mesi  | Mesi  | Mesi      | Mesi  | Mesi  | Mesi  | Mesi  | Mesi   | Mesi   | Stagioni | Stagioni | Stagioni | Stagioni | Anno  |
| Grand Teton National Park | Gen    | Feb        | Mar    | Apr   | Mag   | Giu       | Lug   | Ago   | Set   | Ott   | Nov    | Dic    | Inv      | Pri      | Est      | Aut      | Anno  |
| ------------------------- | ------ | ---------- | ------ | ----- | ----- | --------- | ----- | ----- | ----- | ----- | ------ | ------ | -------- | -------- | -------- | -------- | ----- |
| T. max. media (°C)        | −3,39  | −0,5       | 4,06   | 9,61  | 16,11 | 21,5      | 26,94 | 26,11 | 20,61 | 13,17 | 3,5    | −3,06  | −2,3     | 9,9      | 24,8     | 12,4     | 11,2  |
| T. min. media (°C)        | −17,28 | −15,94     | −11,11 | −5,44 | −0,67 | 2,94      | 5,28  | 4,22  | 0,11  | −4,94 | −10,17 | −16,72 | −16,6    | −5,7     | 4,1      | −5,0     | −5,8  |
| T. max. assoluta (°C)     | 11     | 16         | 17     | 23    | 28    | 33 (2003) | 33    | 33    | 31    | 26    | 18     | 12     | 16       | 28       | 33       | 31       | 33    |
| T. min. assoluta (°C)     | −47    | −53 (1933) | −42    | −33   | −15   | −8        | −5    | −7    | −14   | −24   | −43    | −46    | −53      | −42      | −8       | −43      | −53   |
| Precipitazioni (mm)       | 65,78  | 48,0       | 39,88  | 37,85 | 48,51 | 44,7      | 29,46 | 34,29 | 36,58 | 36,58 | 54,86  | 64,77  | 178,6    | 126,2    | 108,5    | 128,0    | 541,3 |
| Nevicate (cm)             | 110,24 | 73,15      | 51,05  | 23,37 | 6,1   | 0,25      | 0,0   | 0,0   | 1,02  | 12,19 | 59,44  | 101,6  | 285,0    | 80,5     | 0,3      | 72,6     | 438,4 |

## Ambiente naturale
Il parco nazionale di Grand Teton, così come il parco nazionale di Yellowstone, il Parkway e le foreste nazionali di Gallatin, Custer, Caribou-Targhee, Bridger-Teton e di Shoshone, fanno parte del Greater Yellowstone Ecosystem, un ecosistema protetto che si estende su una superficie di oltre 72.000 km². Questa immensa area protetta permette agli animali di vivere in libertà in uno degli ultimi ecosistemi temperati ancora intatti del pianeta.
Secondo l'Environmental Protection Agency il parco nazionale si trova nell'ecoregione della "cordigliera occidentale delle montagne boscose del nord-ovest". Secondo il sistema di classificazione del WWF la zona è inclusa nell'ecoregione "South Central Rockies forests", che è caratterizzata da quote montane elevate e notevole differenza di livello tra cime delle montagne e gli altopiani circostanti.
Oltre mille specie di piante vegetano negli ambienti del parco, suddivise in quattro biotopi: zona umida, zona arbustiva della valle, foresta di conifere e zona alpina.

### Flora

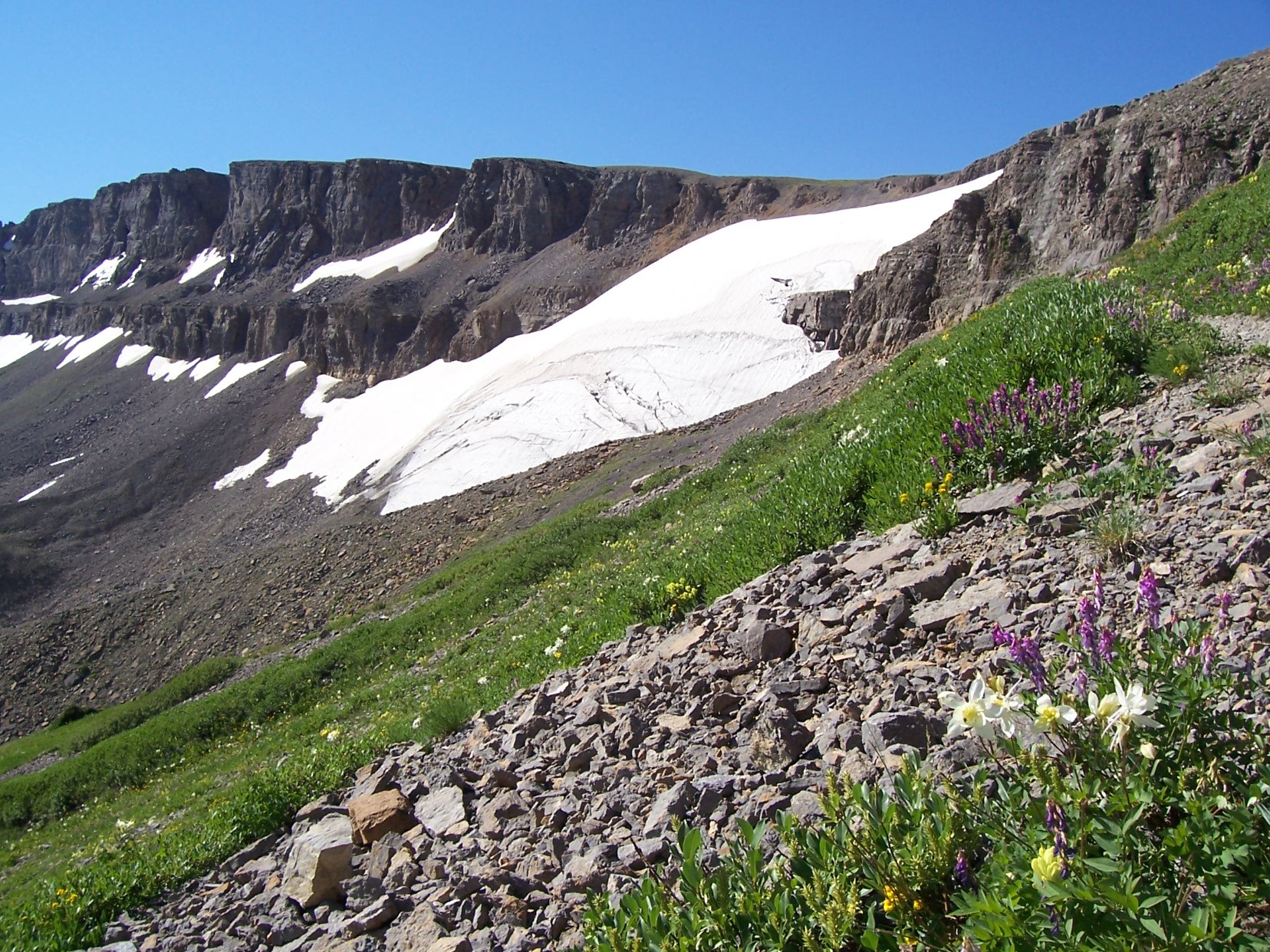
La zona alpina delle cime montuose.

La zona arbustiva è caratterizzata dalla scarsa umidità e dalla presenza di rocce, tra le quali vegeta la salvia del deserto (Artemisia tridentata). Le zone umide, localizzate in prossimità del fiume Snake e dei suoi affluenti, sono colonizzate da pioppi e varie specie di salici. La foresta, essenzialmente di conifere, è situata lontano dalle zone umide ma su un tipo di terreno di migliore qualità rispetto a quello della zona arbustiva. Infine, la zona alpina si estende in altitudine, oltre la linea degli alberi. Vi vegetano piccole piante resistenti alle condizioni rigorose dell'alta montagna come il vento, la neve, la radiazione ultravioletta ed il suolo povero.
Le conifere sono molto abbondanti nel parco. Il pino delle dune (Pinus contorta) predilige le aree frequentemente battute dagli incendi. I suoi strobili sono serotinici e si aprono solo quando sono stati lambiti dalle fiamme. Il pino dalla corteccia bianca (Pinus albicaulis) produce numerosi semi molto apprezzati dagli uccelli, dai piccoli mammiferi e dai grizzly. Altre specie che compongono la foresta sono il peccio di Engelmann (Picea engelmannii), l'abete delle rocce (Abies lasiocarpa), la duglasia costiera (Pseudotsuga menziesii) e il peccio del Colorado (Picea pungens). Le prime due specie possono vegetare ad altitudini prossime ai 3.000 metri mentre le altre due sono adattate al clima delle valli. Le specie decidue si trovano invece vicino alle sponde dei fiumi: il pioppo a foglie strette (Populus angustifolia) e il pioppo tremolo (Populus tremuloides) hanno le foglie che si tingono di colori variabili dal giallo all'arancione durante l'autunno.

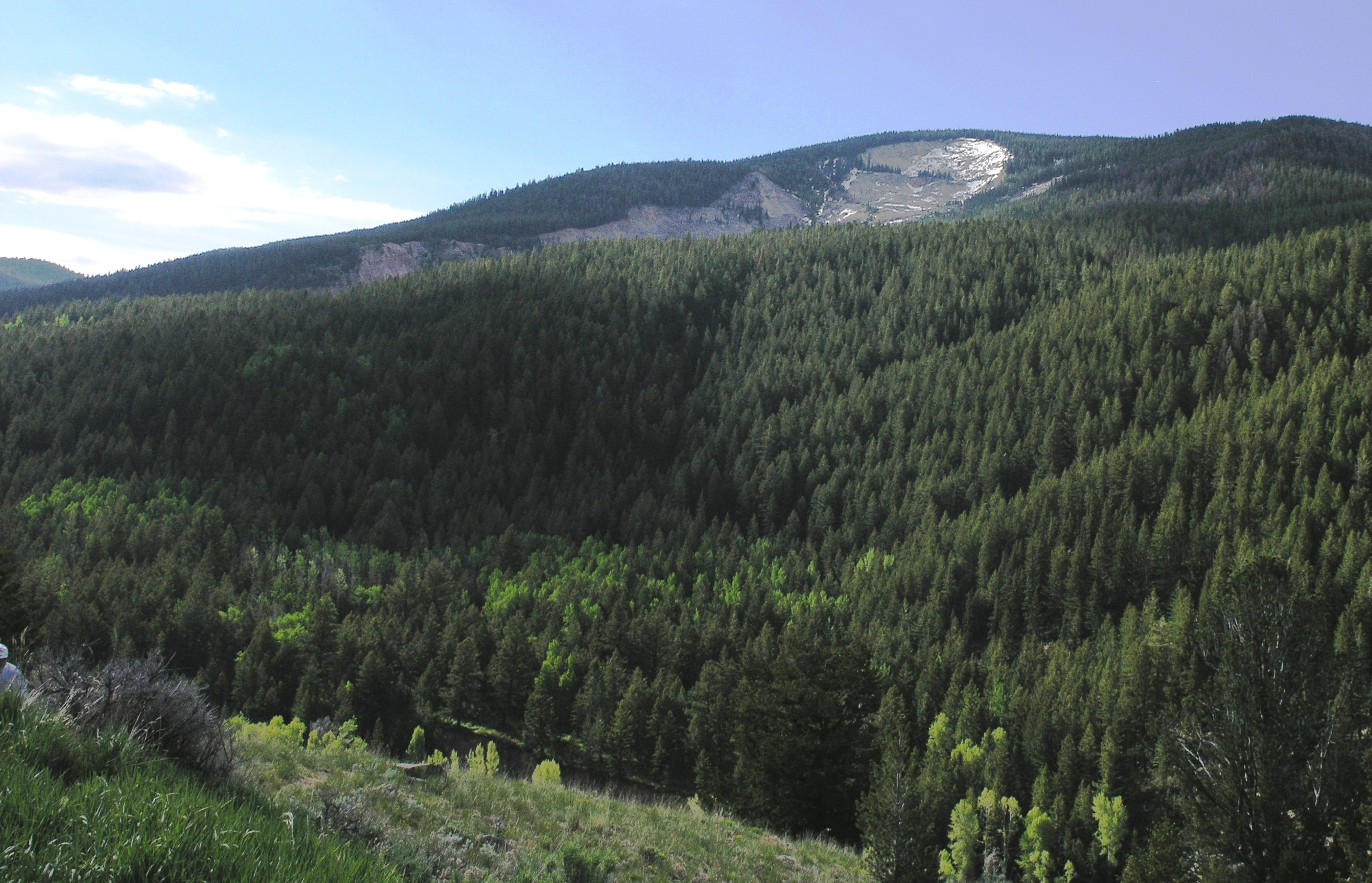
Zona della foresta di conifere.

Alcuni arbusti giocano un ruolo ecologico importante grazie alle loro bacche che permettono a numerosi animali, come gli uccelli e gli orsi, di immagazzinare le riserve alimentari che permetteranno loro di superare il rigido inverno. Tra questi arbusti vi sono il sambuco (Sambucus nigra), il caprifoglio (Lonicera involucrata), il lampone (Rubus idaeus), il thimbleberry (Rubus parviflorus) e il common snowberry (Symphoricarpos albus).

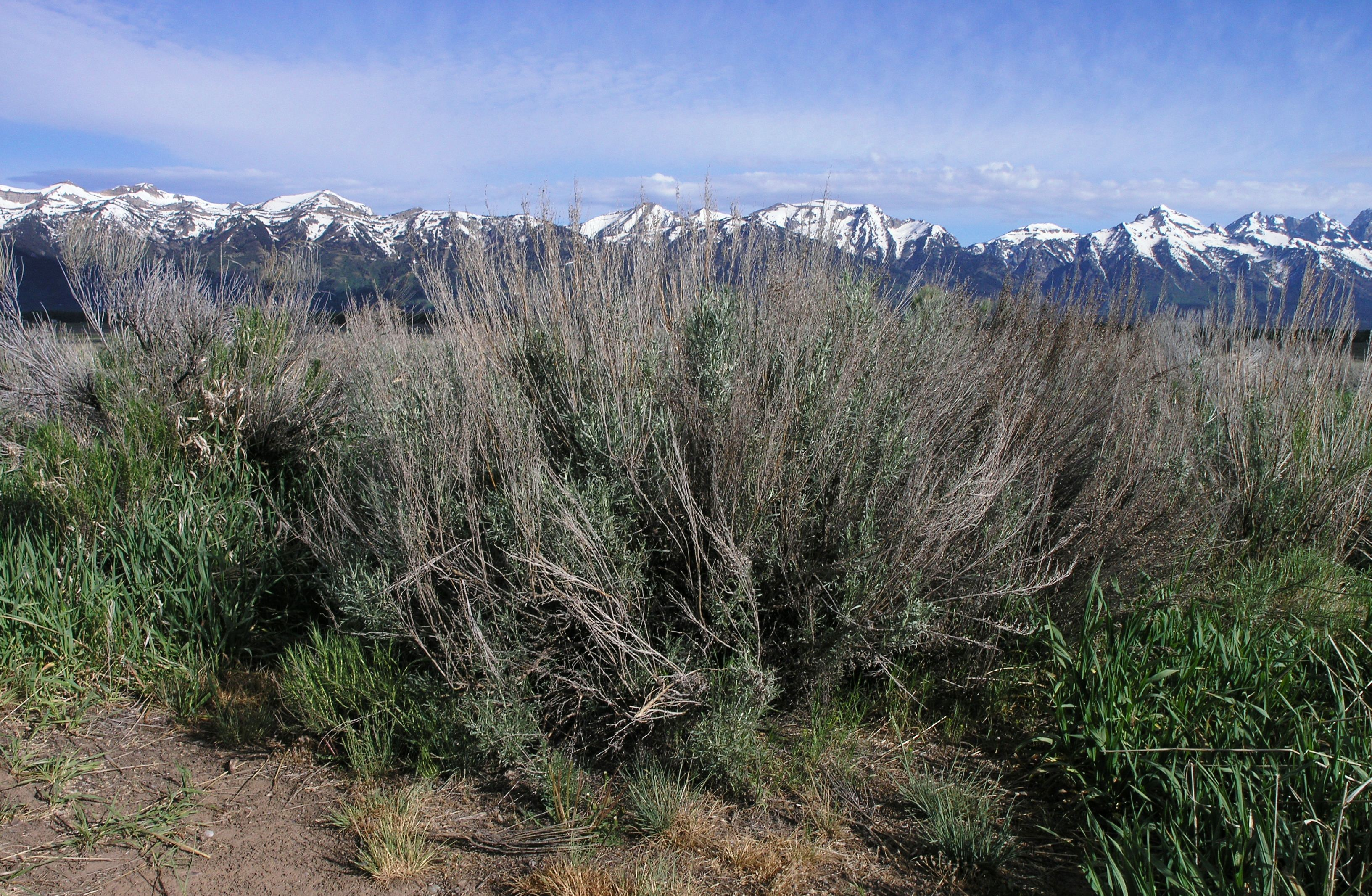
Zona arbustiva.

La fioritura avviene, generalmente, da maggio a settembre. Il periodo senza gelate è davvero molto breve e, nella valle di Jackson Hole, dura circa 60 giorni; questo fatto impone una rapida fioritura. La zona arbustiva delle valli si colora dei fiori di Indian paintbrush (Castilleja) e di scarlet gilia (Ipomopsis aggregata). Il camenèrio (Epilobium angustifolium), gli aconiti (Aconitum sp.) e l'orchidea Calypso (Calypso bulbosa) colonizzano le zone umide in prossimità della foresta. Il non ti scordar di me alpino (Myosotis alpestris), la silene a cuscinetto (Silene acaulis) e lo sky pilot (Polemonium viscosum) sono invece presenti nelle zone alpine.
Le felci apprezzano particolarmente le zone umide e ombreggiate della foresta e le loro spore sono disperse grazie al vento. Il genere più comune nel parco è lo Pteridium, le cui foglie verdi si tingono di arancione in autunno. Anche la felce femmina (Athyrium filix-femina) è una specie presente nelle zone di bosco. Al contrario la felcetta crespa (Cryptogramma crispa) vegeta nelle zone rocciose più aride.

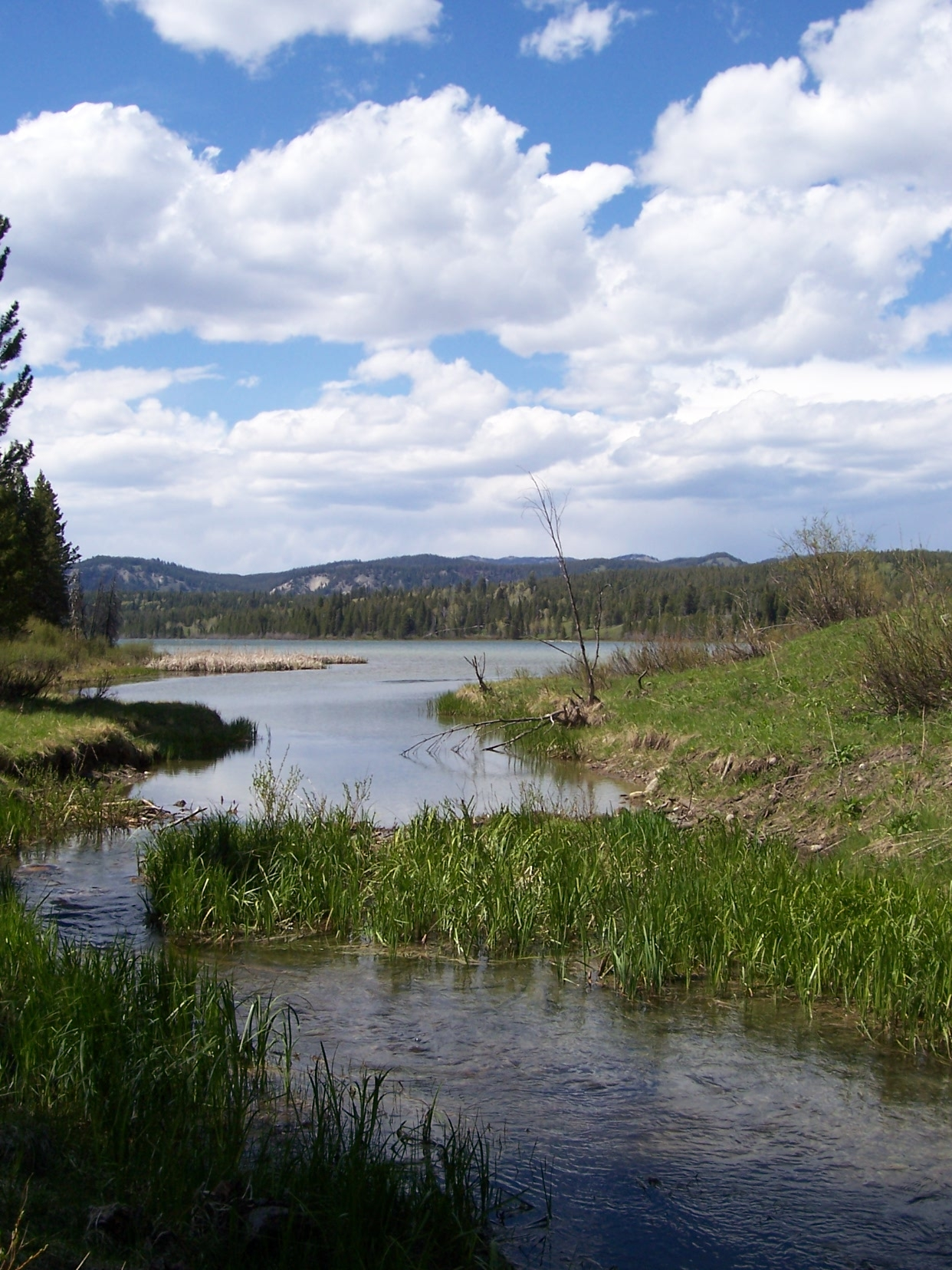
Zona riparia del fondovalle.

Nel parco crescono oltre 100 specie di graminacee. Queste piante sono molto importanti per l'alimentazione di numerosi erbivori ed insetti, inoltre permettono agli uccelli di costruire il proprio nido e di limitare l'erosione del suolo nelle zone della regione ove le precipitazioni sono abbondanti. Tra le specie più comuni si trovano la codolina alpina (Phleum alpinum), l'erba fienarola (Poa pratensis), la festuca dell'Idaho (Festuca idahoensis), l'erba della pampa (Calamagrostis rubescens), la ticklegrass (Agrostis scabra) e la timber oatgrass Danthonia intermedia.
I licheni giocano ugualmente un ruolo essenziale. Questi organismi secernono un acido che deteriora le rocce alle quali sono attaccati fino a disgregarle del tutto, formando nuovo terreno di ottima qualità per la successiva colonizzazione da parte delle altre specie di piante. I licheni sono molto resistenti e si ritrovano anche nelle zone alpine di alta quota, e rappresentano un costituente importante dell'alimentazione di alcuni mammiferi come la pecora selvatica d'America (Ovis canadensis), oltre ad essere utilizzati anche dagli uccelli per il rivestimento dei loro nidi. Assorbono con molta facilità gli inquinati presenti nell'atmosfera e, per questo motivo, sono un perfetto indicatore ambientale della qualità dell'aria.
Nel parco si trovano altresì numerose specie di muschi, sfagni ed epatiche. Vegetano prevalentemente negli ambienti umidi e, contrariamente a quanto avviene per le altre specie vegetali superiori, che si nutrono attraverso le radici, assumendo l'acqua e le sostanze nutrienti direttamente dai tessuti. Il loro ridottissimo apparato radicale ha lo scopo di ancorarli al substrato. Si tratta di specie pioniere che colonizzano i nuovi ambienti preparando il substrato al futuro insediamento da parte di specie vegetali superiori.
Le paludi e gli stagni si ricoprono di ninfee e le loro sponde sono il terreno ideale per la lisca. Questi piccoli bacini d'acqua talvolta sono di origine naturale mentre altre volte sono originati dalla costruzione di piccole dighe ad opera dei castori (Castor canadensis). La vegetazione che caratterizza questi ecosistemi, oltre che rappresentare un sistema di filtraggio dell'acqua costituisce anche una parte dell'alimentazione dell'alce (Alces alces).

### Fauna
Nel parco vive circa una sessantina di specie di mammiferi. Gli erbivori sono rappresentati dall'alce (Alces alces), dal bisonte (Bison bison), dal wapiti (Cervus canadensis), dal cervo mulo (Odocoileus hemionus), dalla pecora selvatica d'America (Ovis canadensis) e dall'antilocapra (Antilocapra americana). Ogni inverno circa 7.500 wapiti e 1.000 bisonti di Yellowstone e del Grand Teton migrano a sud per distanze di oltre 100 km al fine di trascorrere la stagione fredda presso il National Elk Refuge.
I predatori sono il grizzly (Ursus arctos horribilis), il baribal (Ursus americanus), il puma (Felis concolor), la lince (Felis lynx), il ghiottone (Gulo gulo), il lupo (Canis lupus occidentalis) ed il coyote (Canis latrans). I piccoli mammiferi sono invece rappresentati dallo scoiattolo rosso americano (Tamiasciurus hudsonicus), dallo scoiattolo minore (Tamias minimus), dalla marmotta dal ventre giallo (Marmota flaviventris) e dal castoro americano (Castor canadensis). Sei specie di pipistrelli sono presenti nel parco, tra i quali il vespertilio bruno (Myotis lucifugus) ed il vespertilio cenerino (Lasiurus cinereus).

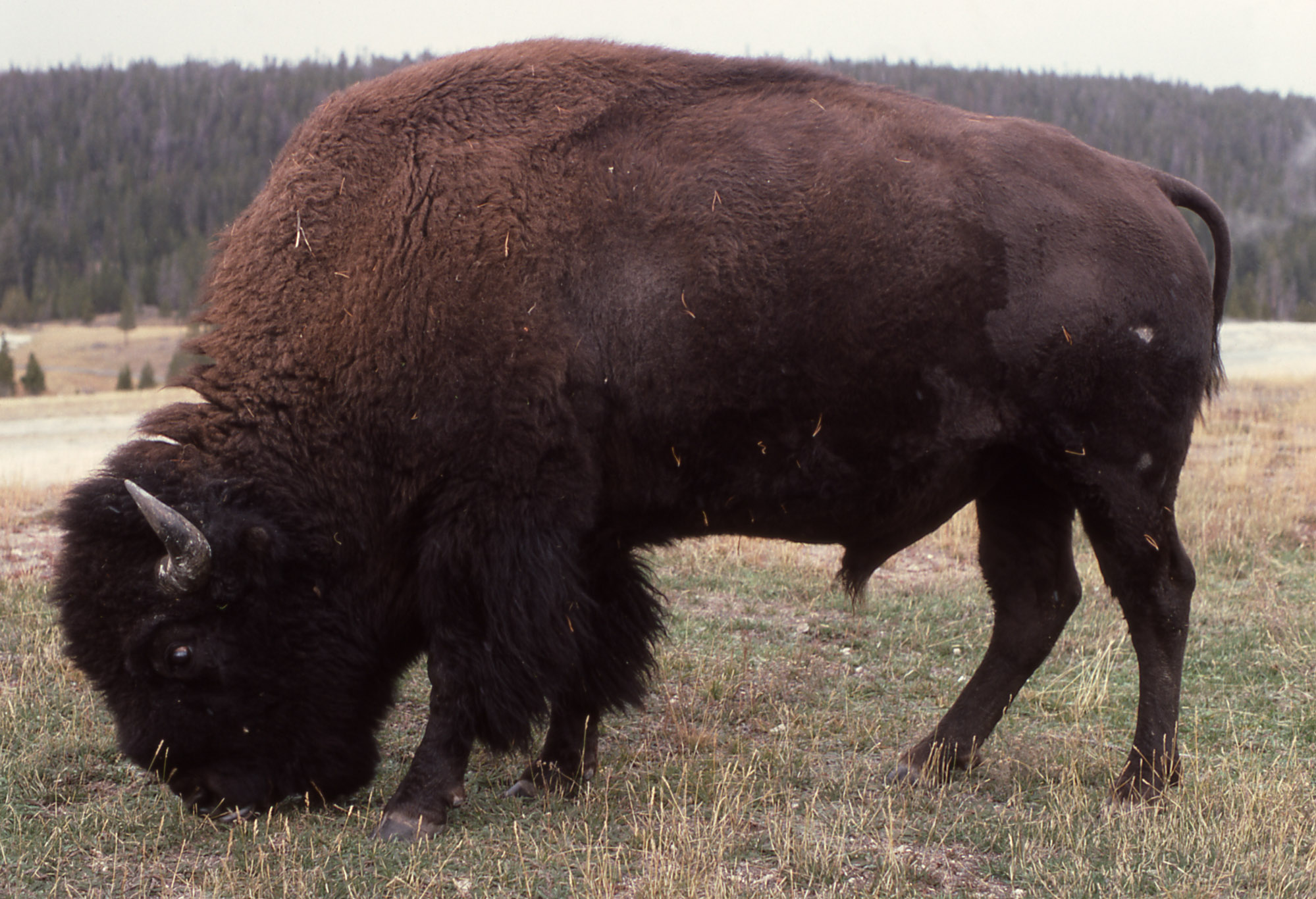
Bisonte americano.
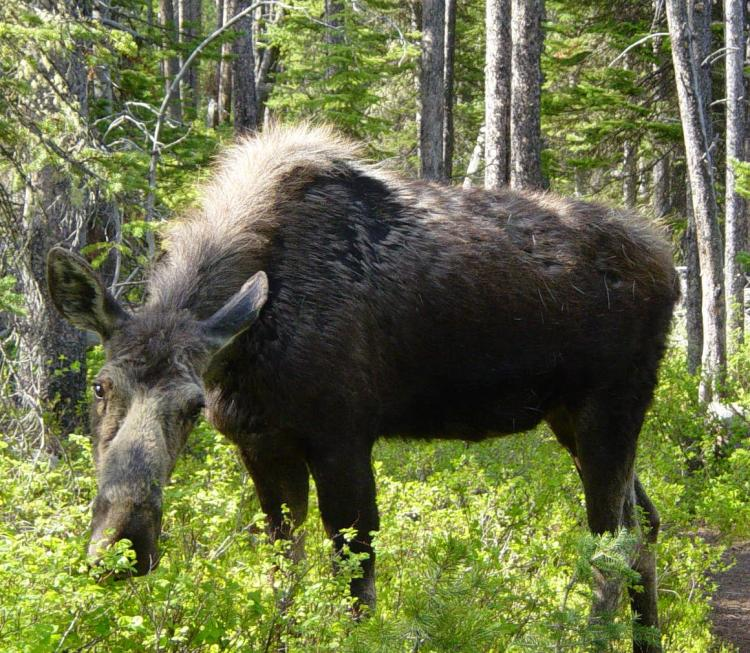
Alce.
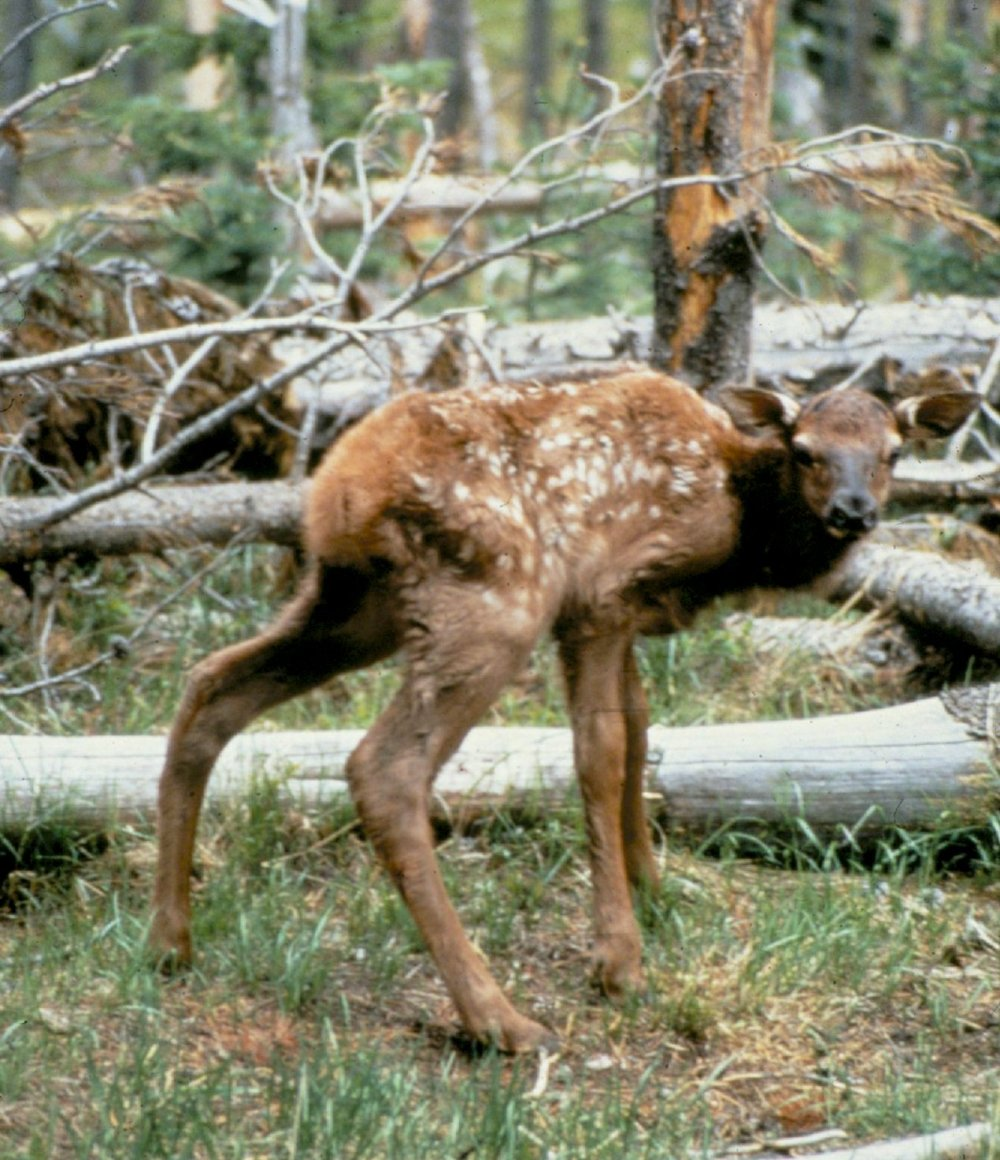
Cerbiatto di wapiti.
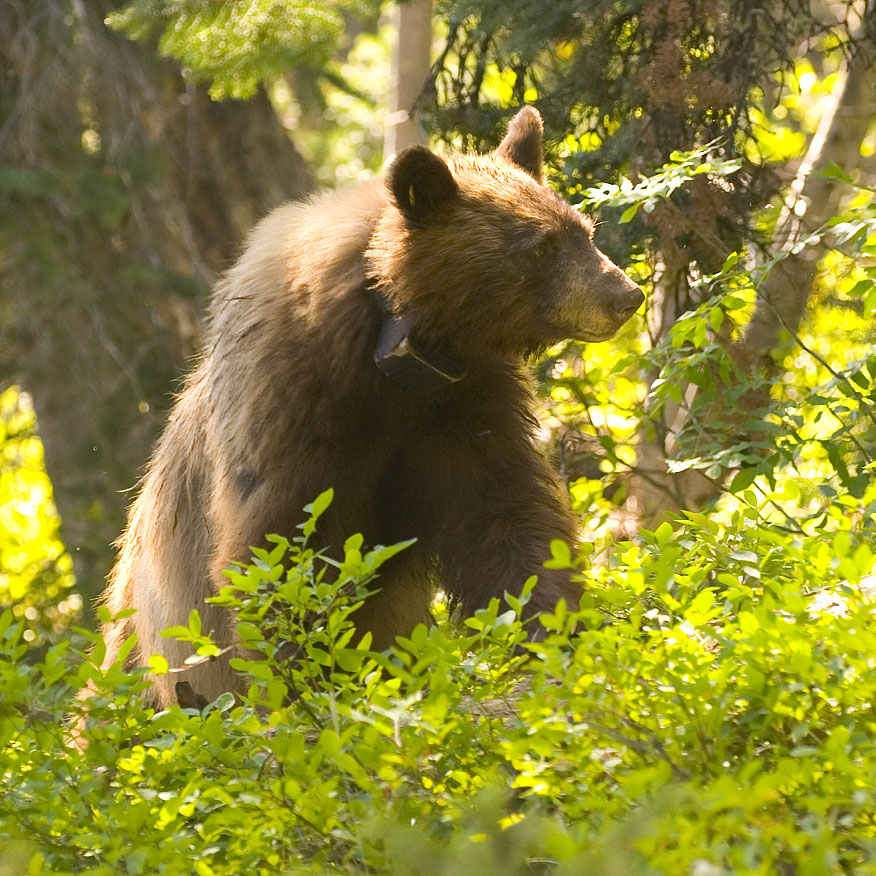
Baribal con chip e radiocollare.

La maggior parte degli uccelli sono migratori e quindi non trascorrono nel territorio del parco i tre rigidi mesi invernali. Anche se alcune specie sono adattate a diversi tipi di habitat la maggioranza preferisce solamente uno dei biotopi del parco. L'ambiente alpino ospita la nocciolaia di Clark (Nucifraga columbiana), il fringuello roseo capogrigio (Leucosticte tephrocotis) ed il passero corona bianca (Zonotrichia leucophrys). Gli ambienti acquatici e la zona della vegetazione ripariale ospitano l'oca canadese (Branta canadensis), l'aquila di mare testabianca (Haliaeetus leucocephalus), il passero di Lincoln (Melospiza lincolnii) e la parula di MacGillivray (Oporornis tolmiei). Nella zona arbustiva si trovano invece il gallo della salvia (Centrocercus urophasianus), il passero del vespro (Pooecetes gramineus), il passero di Brewer (Spizella breweri) ed il mimo della salvia (Oreoscoptes montanus). La foresta di conifere attira il pigliamosche fianchi oliva (Contopus cooperi), la dendroica groppone giallo (Dendroica coronata), il regolo americano (Regulus calendula), la cincia delle montagne Rocciose (Poecile gambeli), il passero cinguettante (Spizella passerina) ed il junco occhiscuri (Junco hyemalis). Il colibrì Calliope (Stellula calliope), che vola tra i fiori dell'Ipomopsis aggregata, è il più piccolo uccello dell'America settentrionale; il cigno trombettiere (Cygnus buccinator), le cui coppie restano fedeli per tutta la vita, è invece il più grande volatile del continente nordamericano.

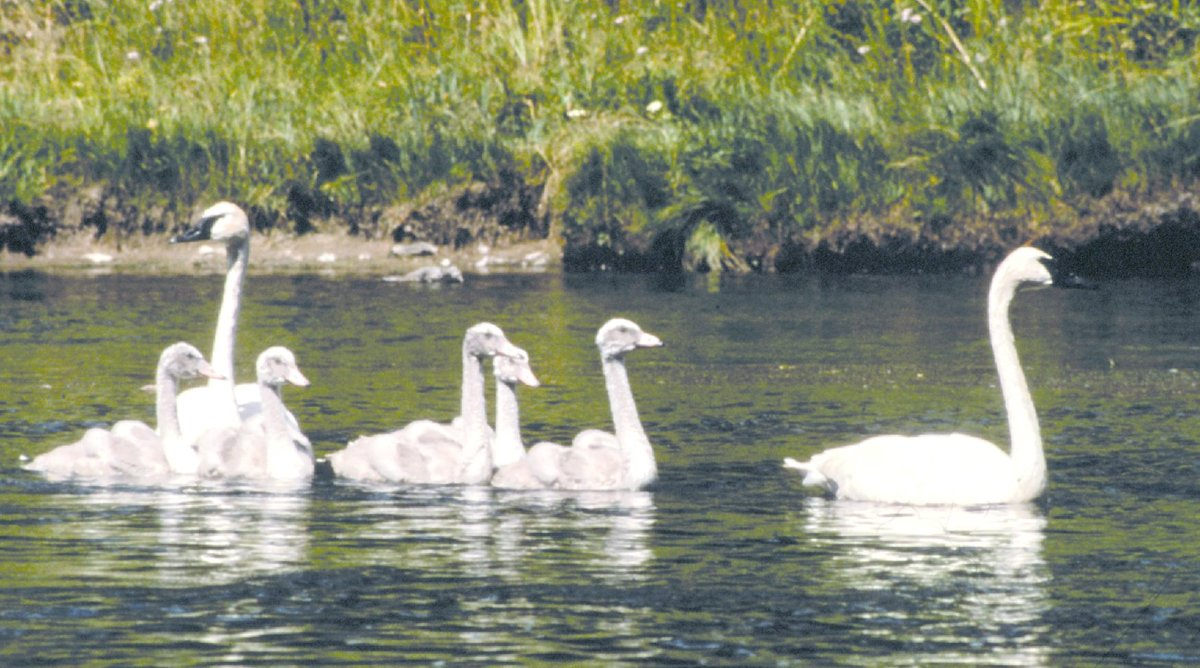
Cigno trombettiere.
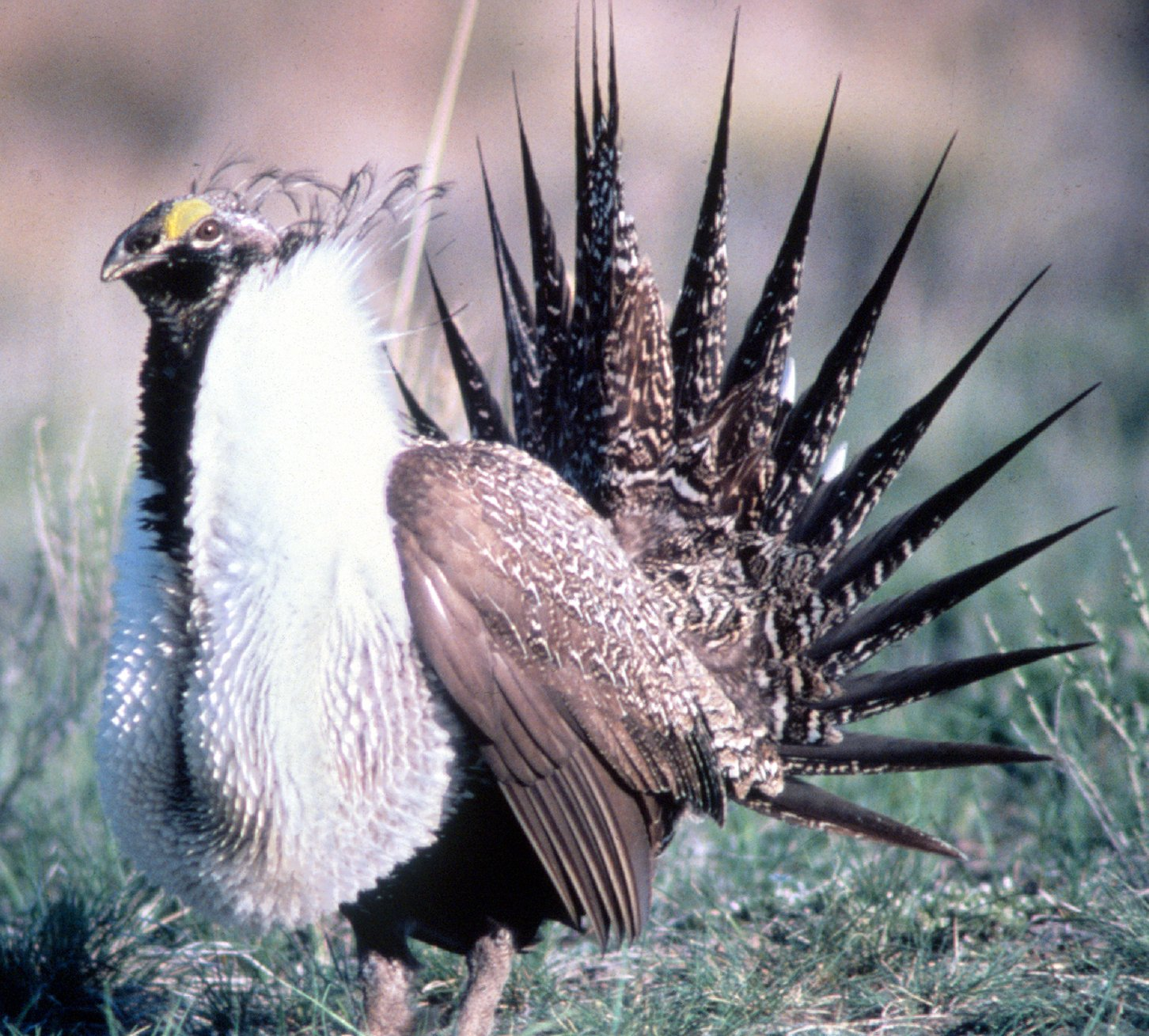
Gallo della salvia.

Gli anfibi sono animali pecilotermi che non possono regolare fisiologicamente la propria temperatura corporea come fanno, invece, i mammiferi. Le basse temperature, legate al clima, limitano quindi il numero di specie presenti nella regione del parco. La rana maculata (Rana luteiventris), la raganella boreale (Pseudacris maculata), il rospo boreale (Bufo boreas), la salamandra tigrata (Ambystoma mavortium), la rana leopardo (Lithobates pipiens) e la rana bue (Lithobates catesbeianus) sono stati identificati ma, secondo fonti del servizio di gestione del parco, la rana leopardo è scomparsa dalla regione. Gli anfibi popolano la maggior parte dei laghi che si trovano nella valle, dove si nutrono di insetti e sono, al loro volta, fonte di cibo per alcuni uccelli.
I rettili, ugualmente poco numerosi, sono rappresentati da serpenti non velenosi, tra i quali il colubro dell'ovest (Thamnophis elegans), il serpente giarrettiera (Thamnophis sirtalis fitchi) ed il boa caucciù (Charina bottae). La sola lucertola comune nel parco è lo sceloporo spinoso (Sceloporus graciosus).

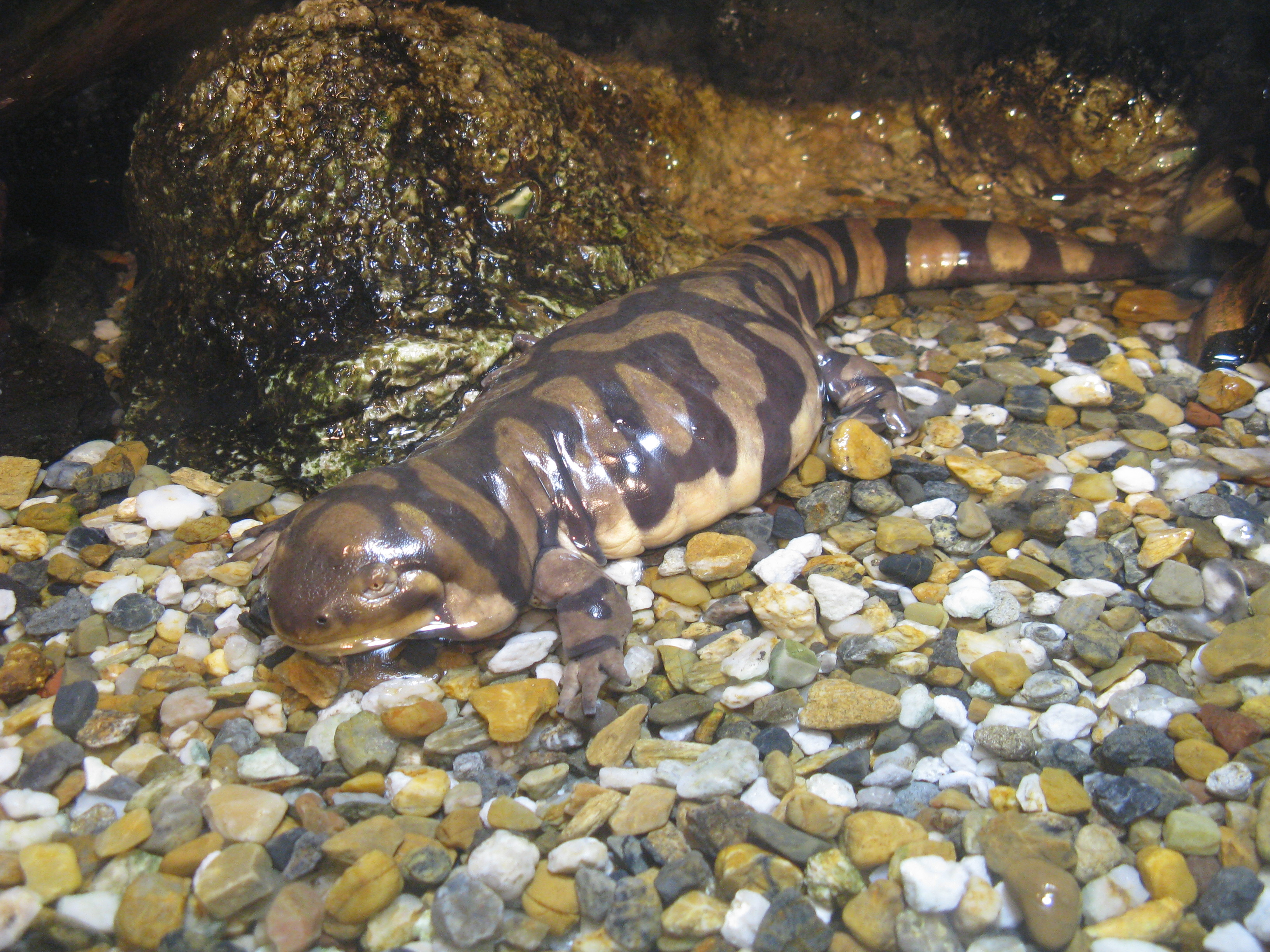
Salamandra tigrata.
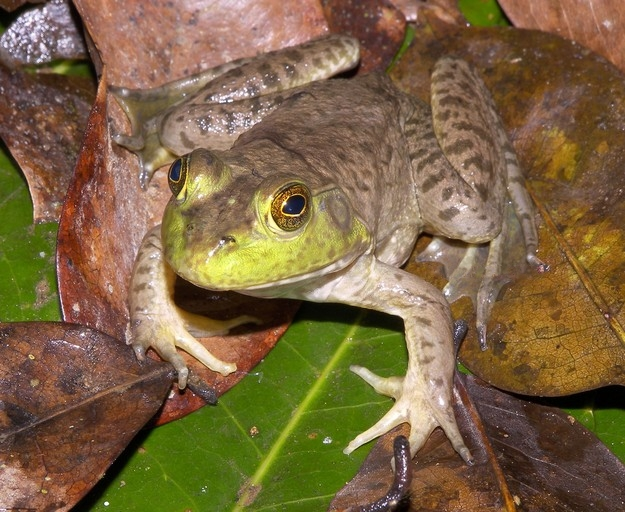
Rana bue.
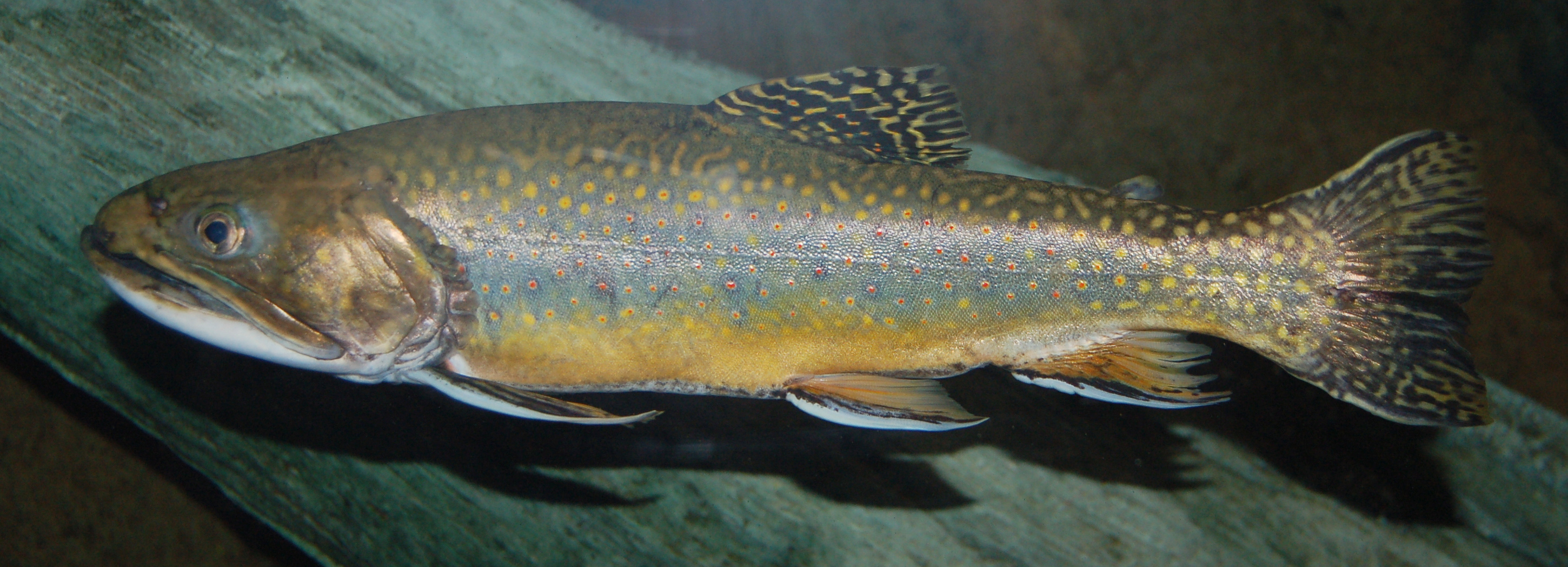
Salmerino di fontana.

Gli specchi d'acqua sono popolati da nove specie di pesci locali, come la trota fario di Yellowstone (Oncorhynchus clarki bouvieri), lo speckled dace (Rhinichthys osculus), lo Utah sucker (Catostomus ardens), il longnose dace (Rhinichthys cataractae), il mountain whitefish (Prosopium williamsoni), il mountain sucker (Catostomus platyrhynchus), il mottled sculpins (Cottus bairdii) ed il paiute sculpin (Cottus beldingii). Sette specie di pesci sono state introdotte, tra le quali la trota iridea (Oncorhynchus mykiss), il salmerino di fontana (Salvelinus fontinalis), la trota comune (Salmo trutta), la trota di lago americana (Salvelinus namaycush), lo Utah chub (Gila atraria) ed il bluehead sucker (Catostomus discobolus). Il mountain whitefish si nutre di alghe mentre la trota fario di Yellowstone si nutre di insetti. Lo Utah chub preferisce le acque calme e calde dei laghi posti nella valle mentre il mountain whitefish preferisce le acque fredde dei torrenti di montagna. I pesci sono alla base dell'alimentazione di numerosi uccelli e mammiferi.

## Gestione e amministrazione

Logo del National Park Service.

Il parco nazionale è gestito dal National Park Service, dipendente dal dipartimento degli Interni degli Stati Uniti. Si tratta di un servizio nazionale con un bilancio annuale di 2.361 milioni di dollari (2005) ed ha il compito di gestire, a livello nazionale, numerose aree protette per una superficie totale di 340.000 km².
Il parco nazionale di Grand Teton ed il John D. Rockefeller Jr. Memorial Parkway sono entrambi amministrati dal servizio nazionale dei parchi. Nel 2008 il bilancio annuale per queste due aree è stato di 10 milioni di dollari per garantire un servizio a tempo pieno gestito da oltre 200 persone. Tale importo viene utilizzato principalmente per pagare il personale del parco e per ripristinare o migliorare strade, edifici di servizio/storici e i siti archeologici. Il personale si occupa anche di accogliere e informare i visitatori del parco, ed è inoltre impegnato nella lotta contro la proliferazione di specie invasive e segue da vicino l'evoluzione delle popolazioni di specie minacciate.
Il ruolo del National Park Service è quello di preservare e proteggere le risorse naturali e culturali. Il Congresso degli Stati Uniti assegnò il titolo di agenzia federale in seguito alla ratifica del National Park Service Organic Act il 25 agosto del 1916. Ai sensi di questa legge, i compiti del "servizio" sono quelli di promuovere e disciplinare l'uso dei parchi nazionali, di tutela del paesaggio, della fauna selvatica e dei siti storici, al fine di preservarli per le generazioni future. La caccia, l'apertura di miniere, la deforestazione e lo sfruttamento delle risorse naturali e culturali all'interno del parco sono illegali, così come le attività di ricerca e coltivazione dei pozzi petroliferi o di gas naturale.
La densità di popolazione del parco è molto bassa. Gli abitanti attuali sono costituiti dagli impiegati del National Park Service e dalle loro famiglie, oltre che da pochi proprietari di piccoli appezzamenti di terreno posti all'interno del perimetro del parco. Il National Park Service cerca di acquistare queste terre dagli anni cinquanta ma nel 2006 rimanevano ancora alcuni ettari da acquistare. Il parco comprende i centri abitati di Moose e Moran. In totale, nel 2000, la popolazione di questi piccoli centri ammontava a 1.439 abitanti.

## Turismo

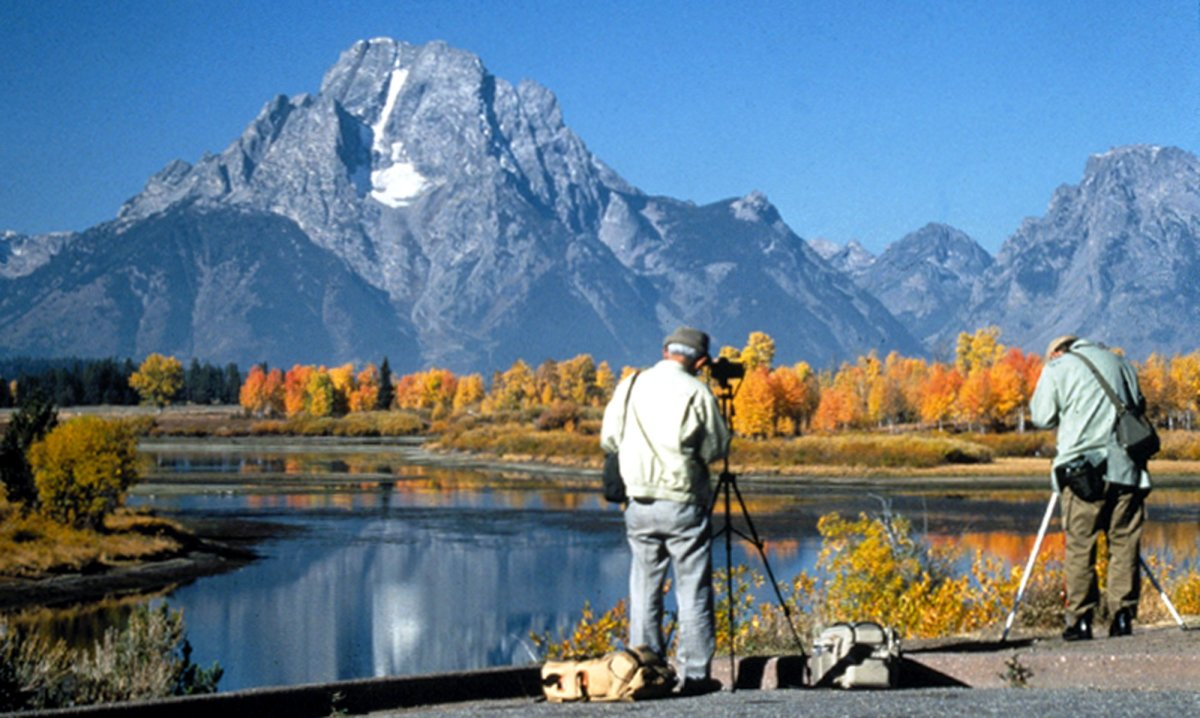
Appassionati di fotografia si cimentano con la cima del Monte Moran a Oxbow Bend, nel parco.

Il parco attira più di due milioni di turisti ogni anno. Nel 2008 è stato il nono parco, per numero di visitatori, tra tutti i 58 parchi nazionali degli USA (in cima alla classifica era il parco nazionale di Great Smoky Mountains con 9.044.010 visitatori, seguito dal parco nazionale del Grand Canyon, con 4.425.314 di visitatori). Il Grand Teton, accessibile unicamente attraverso la strada, è aperto tutto l'anno anche se certe infrastrutture ed alcune zone sono chiuse nel periodo compreso tra l'autunno e la primavera.
I visitatori sono invitati ad osservare a distanza di sicurezza i grandi animali del parco quali l'orso, l'alce ed il bisonte. È inoltre vietato nutrire gli animali che potrebbero avere delle difficoltà di sopravvivenza durante l'inverno se dovessero perdere l'abitudine di procurarsi autonomamente il cibo. Il parco è stato scena per le riprese dell'allenamento in Rocky IV.

### Accessi
L'aeroporto internazionale più vicino è situato a Salt Lake City, circa 400 km a sud. Il piccolo aeroporto regionale di Jackson Hole è situato a sud del parco. Creato negli anni trenta in una zona che sarà integrata successivamente nell'area protetta nel 1950, è utilizzato dai turisti che giungono nella regione ma anche per il trasporto del bestiame. Non esiste un servizio di trasporti pubblici per il parco quindi l'uso dell'automobile è l'unica possibilità per giungervi. L'importante strada Interstate 15 segue il perimetro occidentale dell'area protetta, che risulta accessibile solamente seguendo strade secondarie. Il parco ha tre ingressi principali: a nord, a sud e ad est. La route 191 collega la parte nord con la parte sud ed un servizio navetta gratuito collega i vari punti di interesse nel parco. Veicoli e ciclisti sono ammessi solo sulla strada, mentre i pedoni possono utilizzare i vari sentieri.

### Infrastrutture

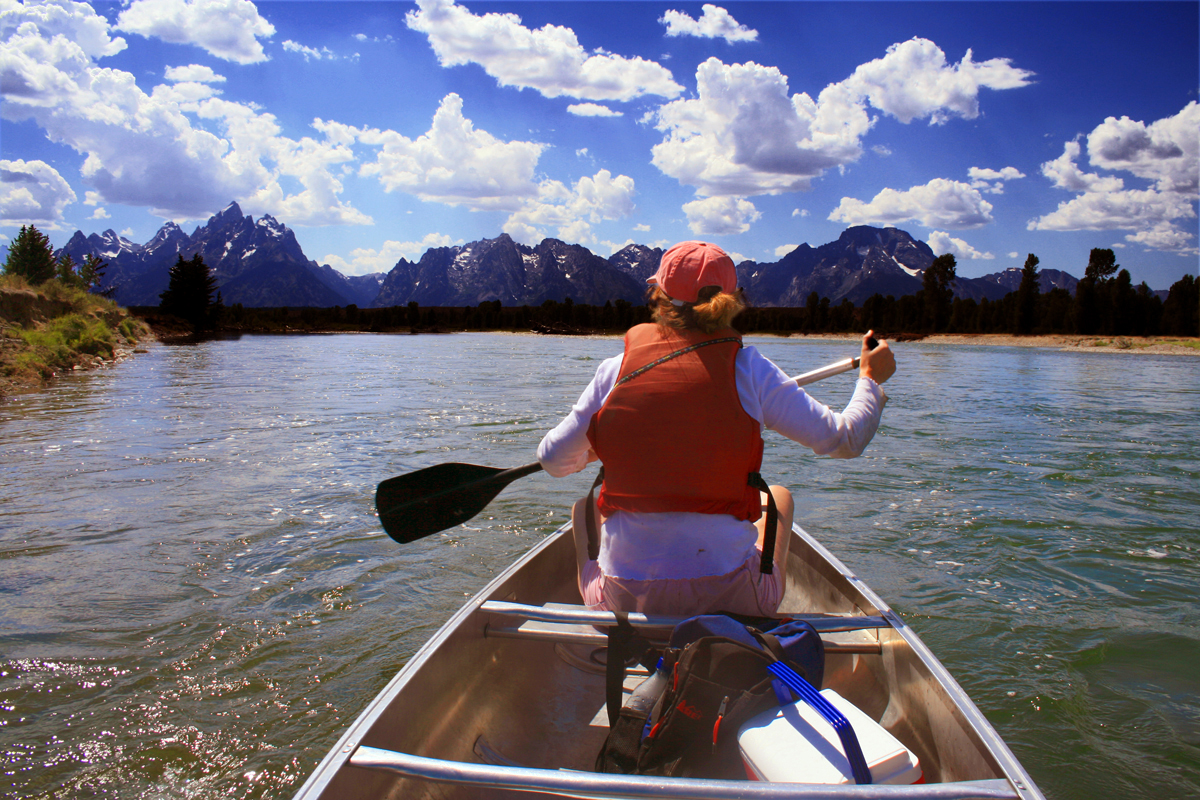
In canoa sul fiume Snake, presso il parco.

Il soggiorno e la ristorazione nel parco sono possibili grazie alla presenza di alcuni hotel nel perimetro dell'area protetta oppure nella vicina cittadina di Jackson che conserva tuttora un'atmosfera western ed è attrezzata per lo sci alpino e il rafting.
Per accogliere il pubblico i privati che abitano all'interno del parco devono ottenere le relative concessioni dal servizio di gestione del parco stesso. Vi sono anche numerosi campeggi ed oltre 310 km di sentieri escursionistici. Alcuni di questi possono essere percorsi in meno di un'ora, mentre altri possono richiedere diversi giorni. Le escursioni particolarmente lunghe e per le quali è previsto il pernottamento sotto le stelle necessitano di un permesso. Le imbarcazioni possono essere noleggiate in varie località del parco e gite in barca sono organizzate su alcuni dei laghi. Il nuoto è consentito, anche se le acque sono generalmente fredde e non vi è alcuna sorveglianza. Le altre attività pratiche che si possono svolgere nel parco sono l'osservazione della natura, la fotografia, le passeggiate a cavallo, la scalata su roccia, la pesca sportiva, per la quale è necessario un permesso, e lo sci di fondo.